# 藍水海軍

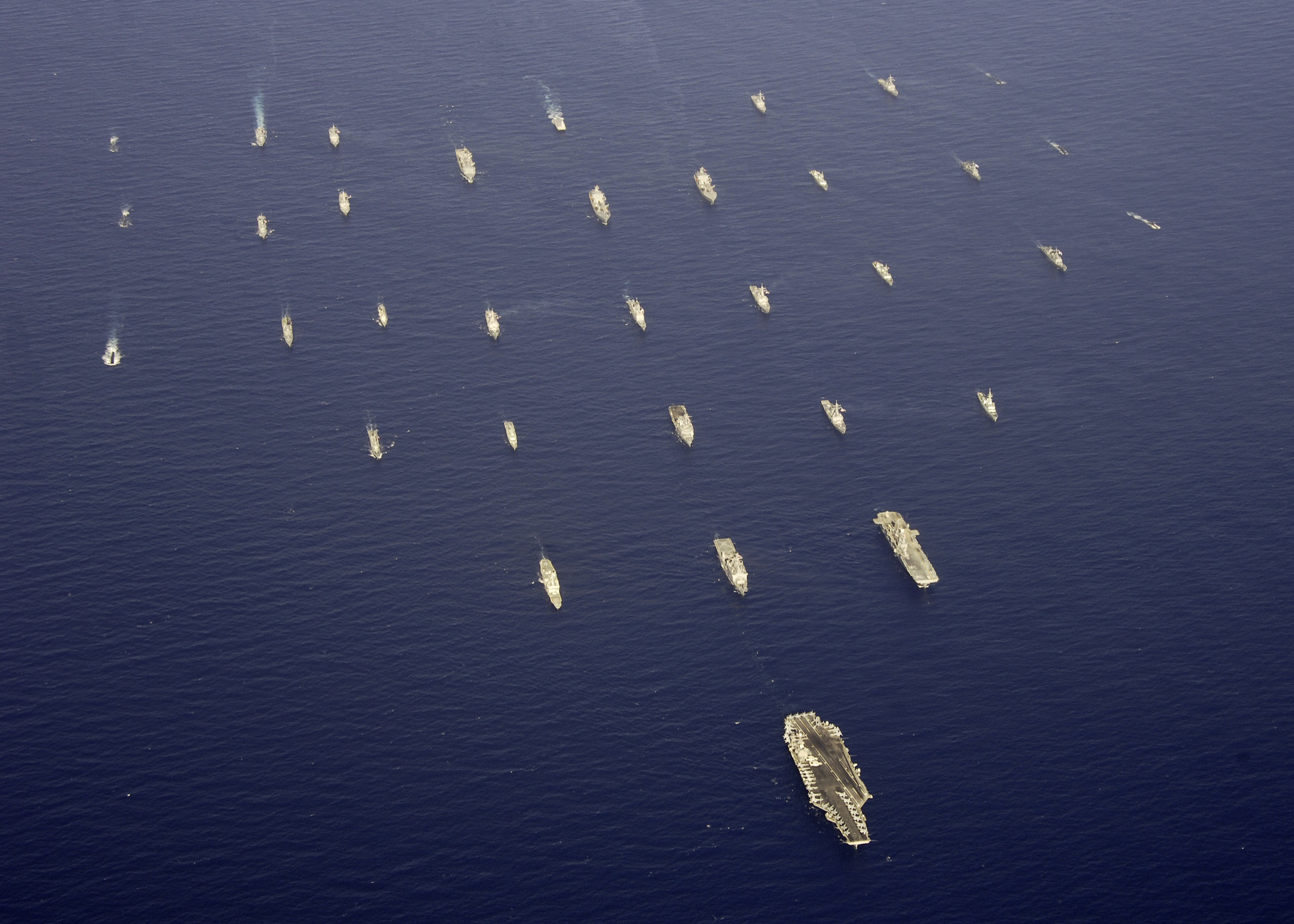
2006年環太平洋演習的艦隊

藍水海軍（英語：Blue-water navy），是指能將海上力量擴展到遠洋及深海地區、具備遠征作戰能力的海軍型態。所謂的藍水，指的就是遠洋的藍色海水。藍水海軍要具有能在外洋長時間執行任務、並在寬廣的大洋中保護本國及海外國土利益和安全的能力。

## 特性

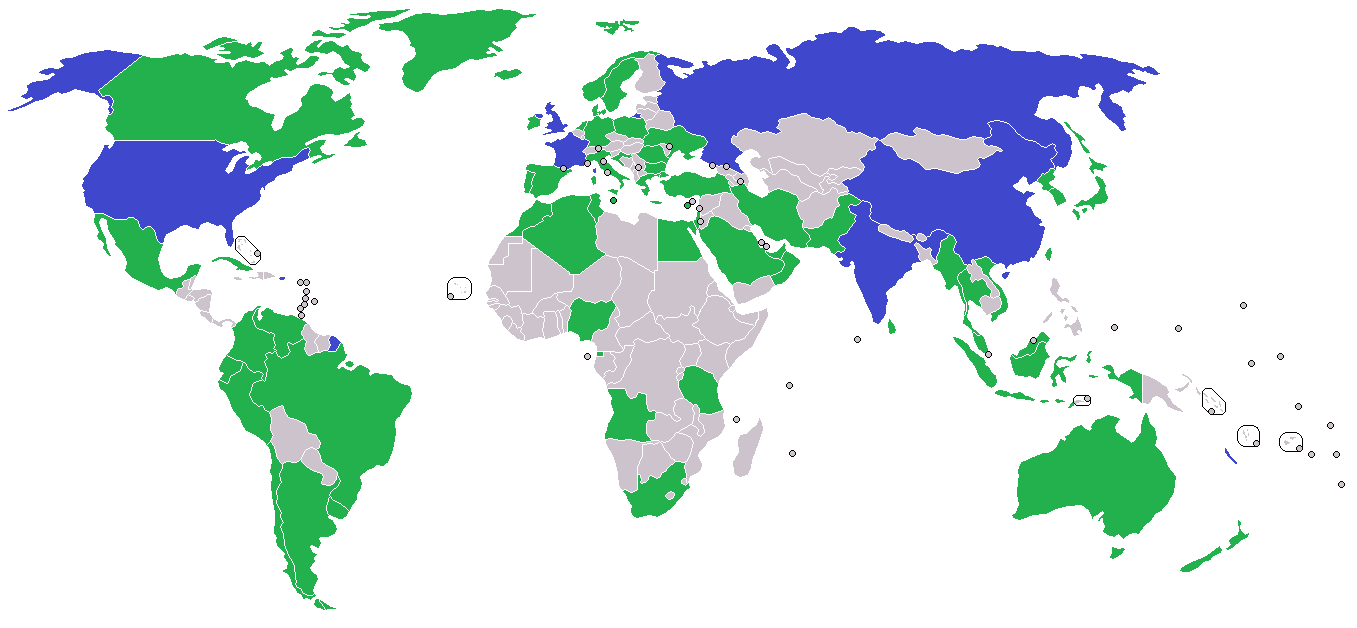
簡略的全球藍水海軍和綠水海軍分佈圖，但少數國家的海軍被普遍認為能力和上圖的分類略有不同，僅作參考
蓝水海军
綠水海軍

藍水海軍的特性是指艦隊能夠在公海中作戰與進行任務。另外還分為了沿海200海浬內的「褐水海軍」、遠洋的藍水海軍和美國海軍創立的一個新詞「綠水海軍」。
藍水海軍應具有對空、對水面、對水下威脅的防禦能力，具有長時間、長距離的後勤補給能力，且能在特殊環境下仍有作戰能力（如北極冰山群）。目前僅有少數國家有實質的藍水海軍，少數國家處於將綠水海軍轉為藍水海軍的階段，且多少影響到沿海的經濟特區。
雖然未有明確定義，多被認為航空母艦的組編是必要的。但在1980年初，澳大利亞為墨爾本號航空母艦的存留爭論不休，高級海軍人員警告「沒有航空母艦，澳大利亞容易受到各種威脅」，而一位前海軍參謀長竟然聲稱：「澳大利亞將不再有藍水海軍。」

## 蓝水及非蓝水海军分类
历史上不少学者都试图用不同的指标，例如总吨位、舰船数量、现代化、火力、后勤、行动范围以及士兵素质等不同的角度对海军进行分类。下表根据丹尼尔托德和迈克尔林德伯格教授在《黄、褐以及蓝海海军》、《海军及造船工业》、《中国海军军力评估》等书中多次提及的分类方法列出。该方法于1996年首次提出，将海军分为10类。因为不同学者对蓝水海军的定义亦有不同，丹尼尔和迈克尔将蓝水海军定于为，有对领海以外的海域投射兵力能力的海军。但也同时将蓝水海军划分为四类，后六类海军为绿海海军以及褐海海军，只具备近海防御，或有限水域兵力投射的能力。
|                            | 排名                | 描述                                   | 武力投射                                                                                                 | 国家（举例）                                       |
| -------------------------- | ------------------- | -------------------------------------- | --- | -------------------------------------------------- |
| 蓝水海军                   | 1                   | 全球范围内的 军力投射                  | 能在全球范围内投射多個作战单位                                                                           | 美國                                               |
| 蓝水海军                   | 2                   | 有限全球范围内的 军力投射              | 能在全球范围内，投射至少一个作战单位                                                                     | 法國、英國                                         |
| 蓝水海军                   | 3                   | 跨区域 军力投射                        | 能在临近区域内，投射作战单位                                                                             | 中华人民共和国、義大利、俄罗斯、印度               |
| 徘徊在綠水和藍水之間的海軍 | 4                   | 区域 军力投射                          | 能在专属经济区之外投射有限的作战单位                                                                     | 日本、澳大利亚、韩国、德国、土耳其、巴基斯坦、巴西 |
| 非蓝水海军: 綠水海軍       |                     |                                        | |                                                    |
| 5                          | 区域性海上 海岸防卫 | 能在专属经济区以外有限距离进行海岸防卫 | 加拿大、沙烏地阿拉伯、挪威、以色列、印度尼西亞、泰国、越南、孟加拉国、中華民國、马来西亚、新加坡、西班牙 |                                                    |
| 6                          | 近岸 海岸防卫       | 在专属经济区进行海岸防卫               | 阿曼、缅甸、斯里兰卡、芬兰、                                                                             |                                                    |
| 非蓝水海军: 褐水海軍       | 7                   | 区域性海上 警卫                        | 能在专属经济区以外有限距离进行警卫巡防                                                                   | 墨西哥、爱尔兰、冰岛、突尼斯、爱沙尼亚、伊拉克     |
| 非蓝水海军: 褐水海軍       | 8                   | 近岸 警卫                              | 在专属经济区进行警卫巡防                                                                                 | 菲律宾、柬埔寨、塞浦路斯                           |
| 非蓝水海军: 褐水海軍       | 9                   | 内陆水域 巡防                          | 内陆国家水面武力巡防                                                                                     | 玻利维亚、巴拉圭、布隆迪、匈牙利、塞爾維亞         |
| 非蓝水海军: 褐水海軍       | 10                  | 象征性 巡防                            | 对领域内水域进行非常有限度的象征性巡防                                                                   | 阿爾巴尼亞海軍 蒙特內哥羅海軍                      |

## 當今的藍水海軍

### 美国
美國海軍擁有11個航空母艦戰鬥群，能在30天內集結6個航母戰鬥群、90天內完成8個以上航母戰鬥群部署。此外還擁有能發射三叉戟飛彈的俄亥俄级核潜艇、裝備先進的美國海軍陸戰隊及多種兩棲登陸載具。

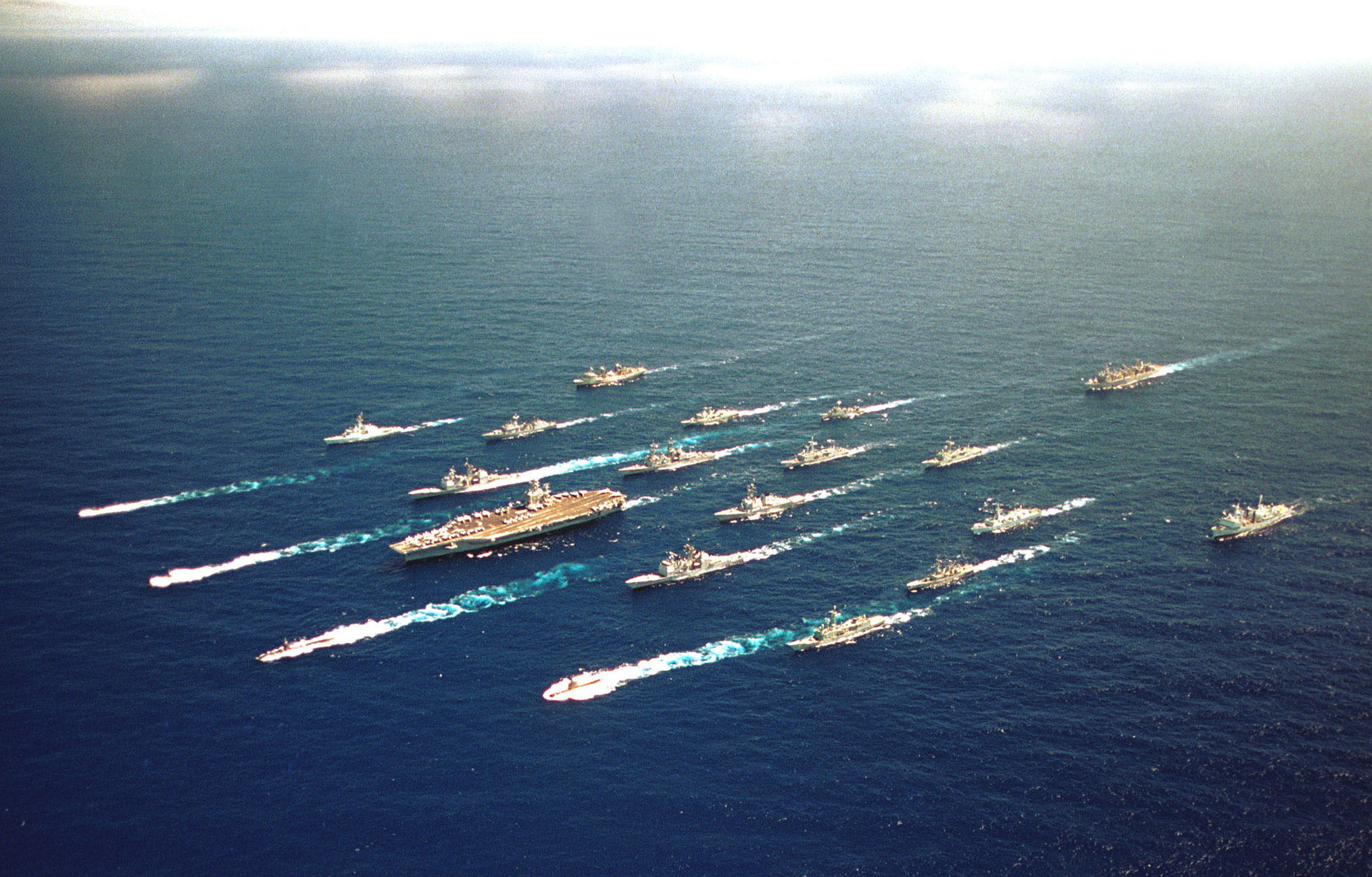
美國海軍的亞伯拉罕·林肯號航空母艦戰鬥群
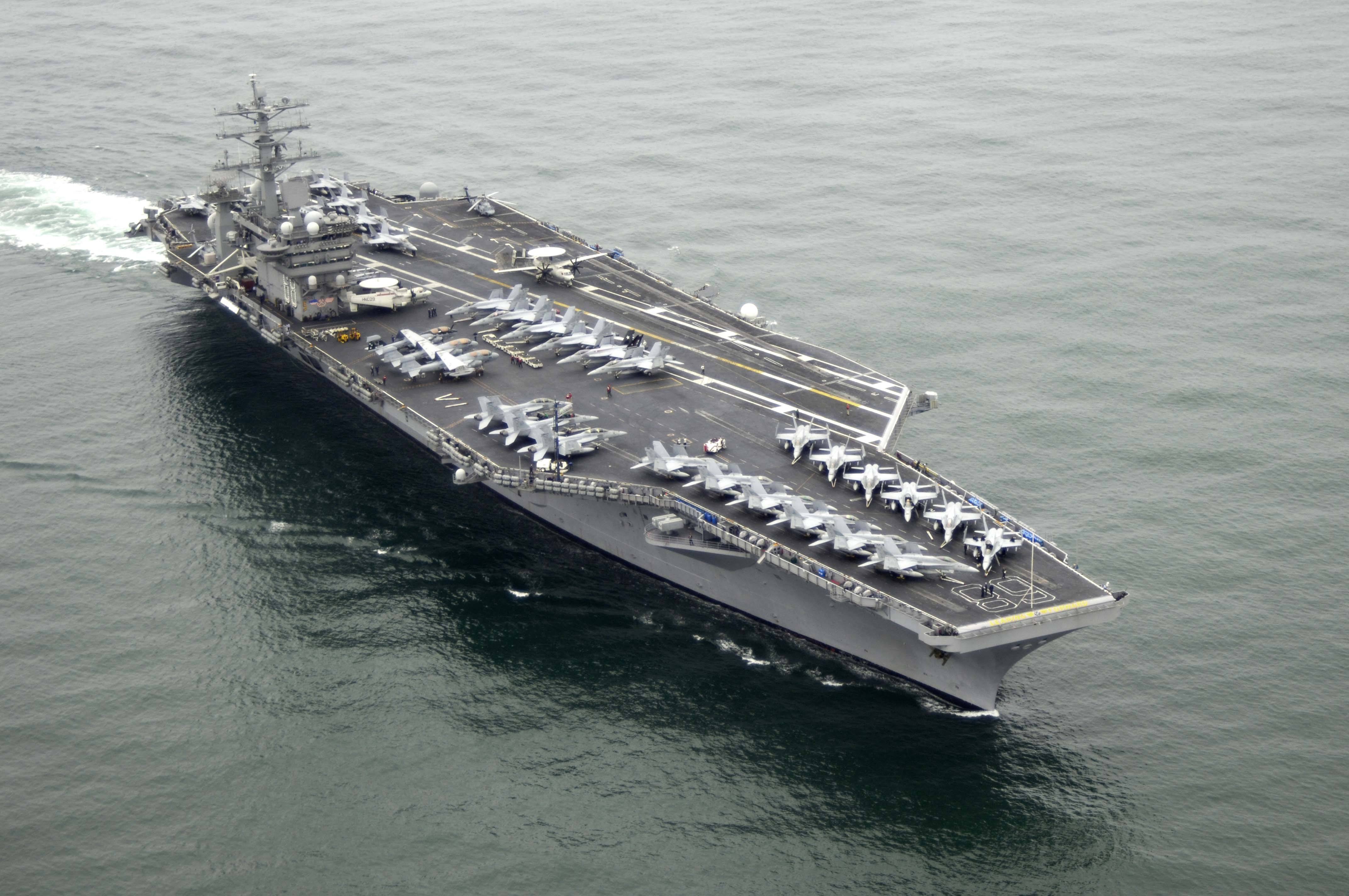
使用核子動力的尼米茲號航空母艦
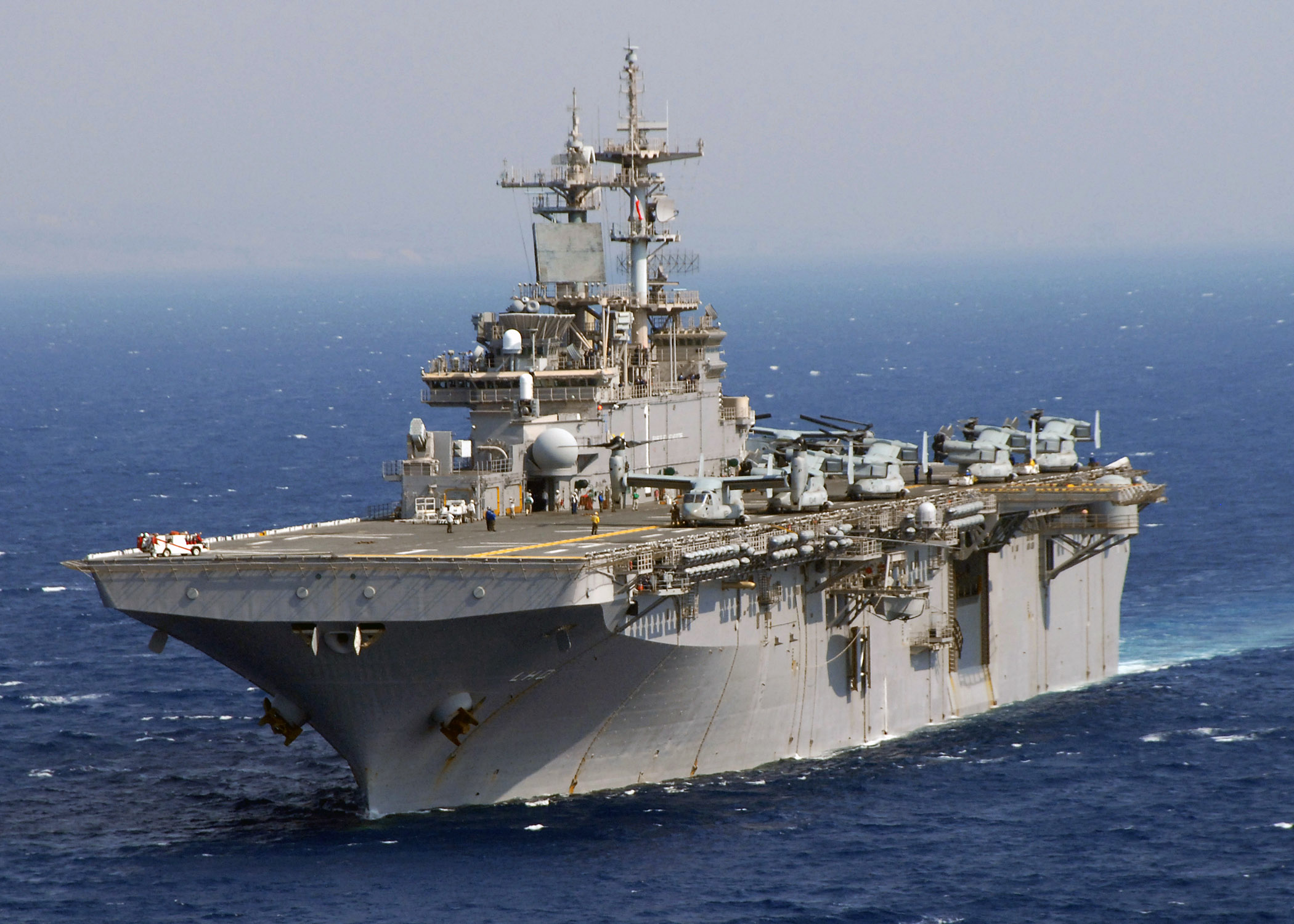
胡峰級的兩棲突擊艦胡峰號
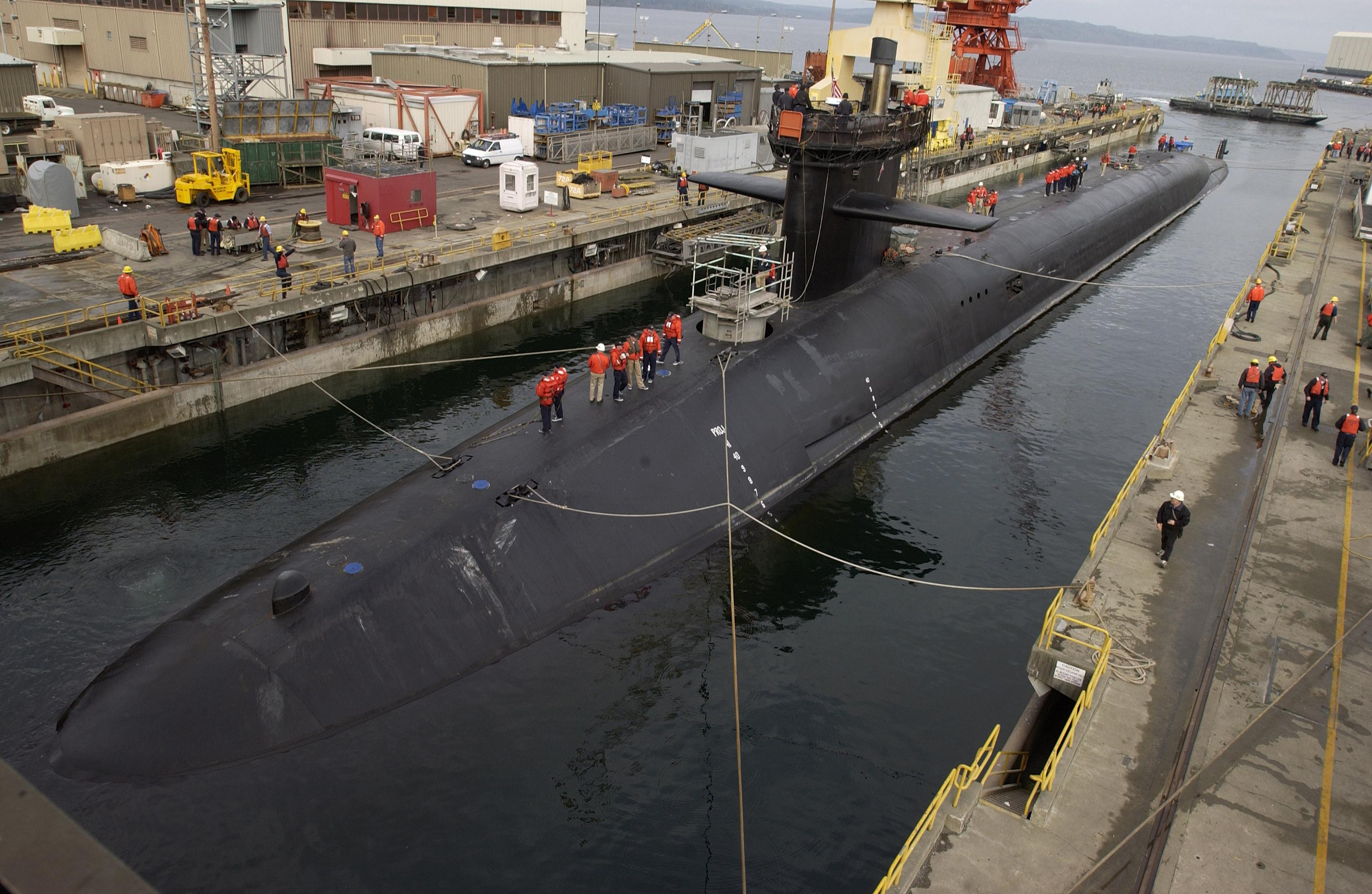
俄亥俄级核潜艇的密歇根號潛艇
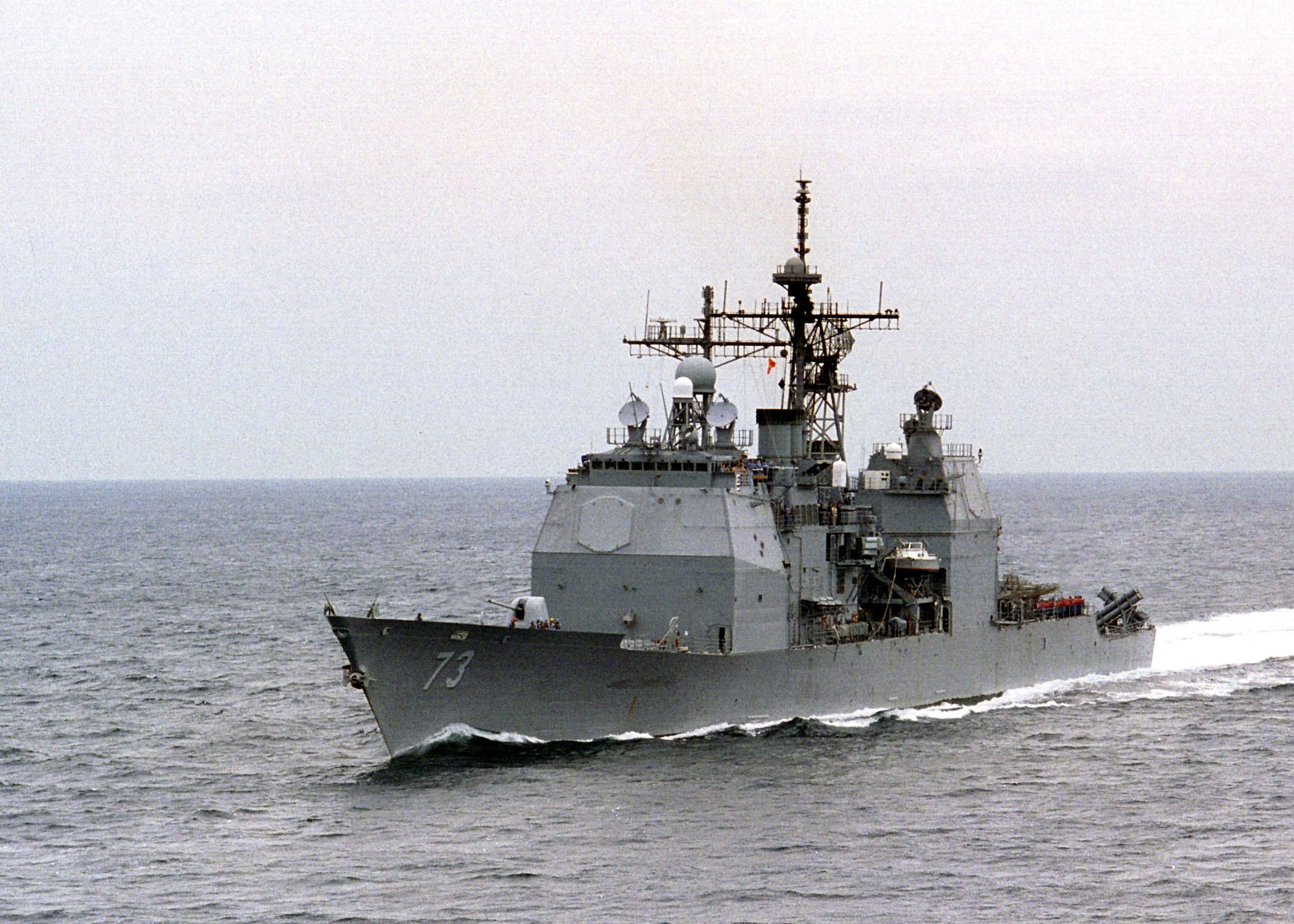
配備神盾系統的提康德羅加級羅亞爾港號
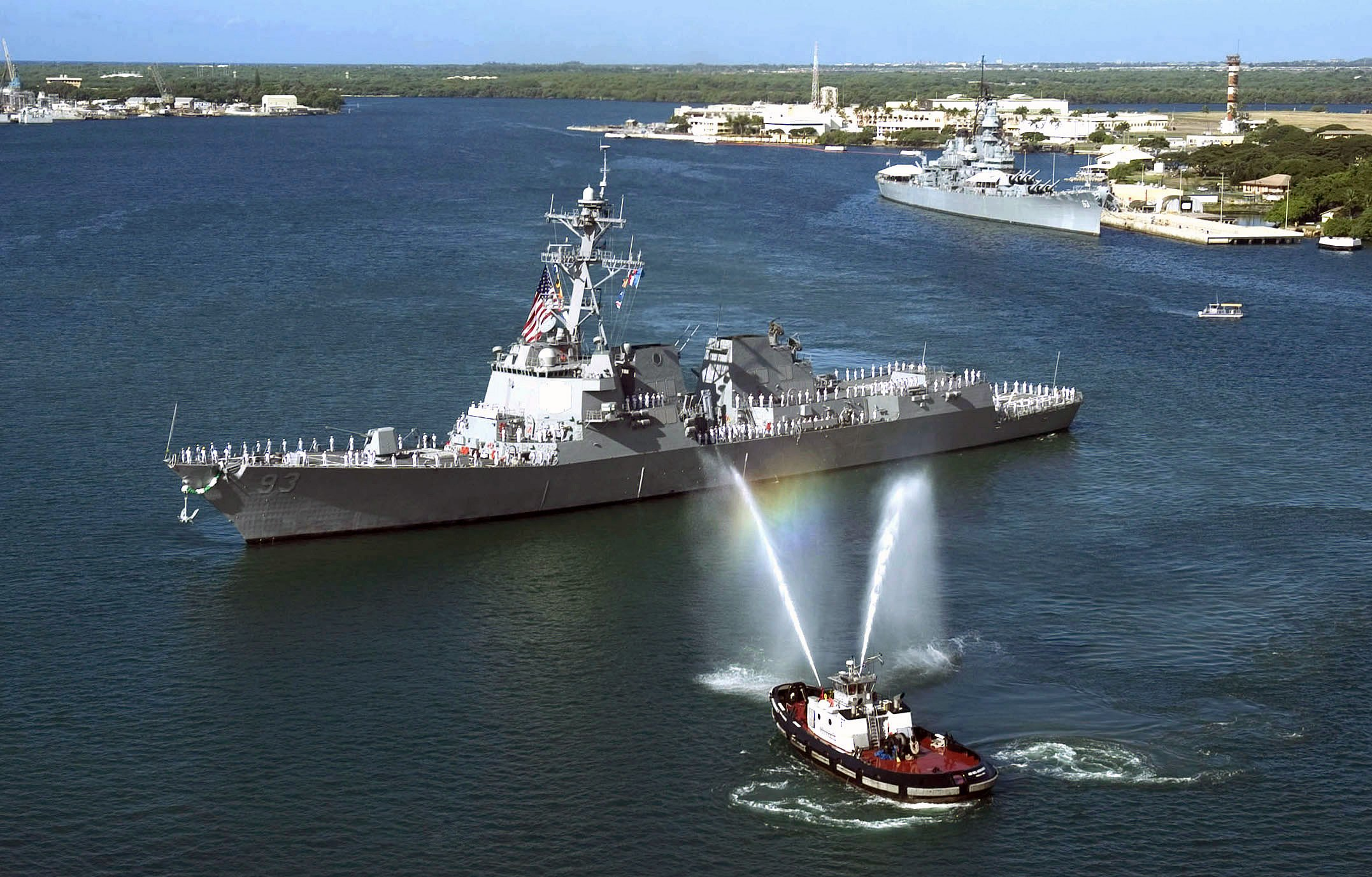
配備神盾系統的阿利·勃克級鍾雲號驅逐艦
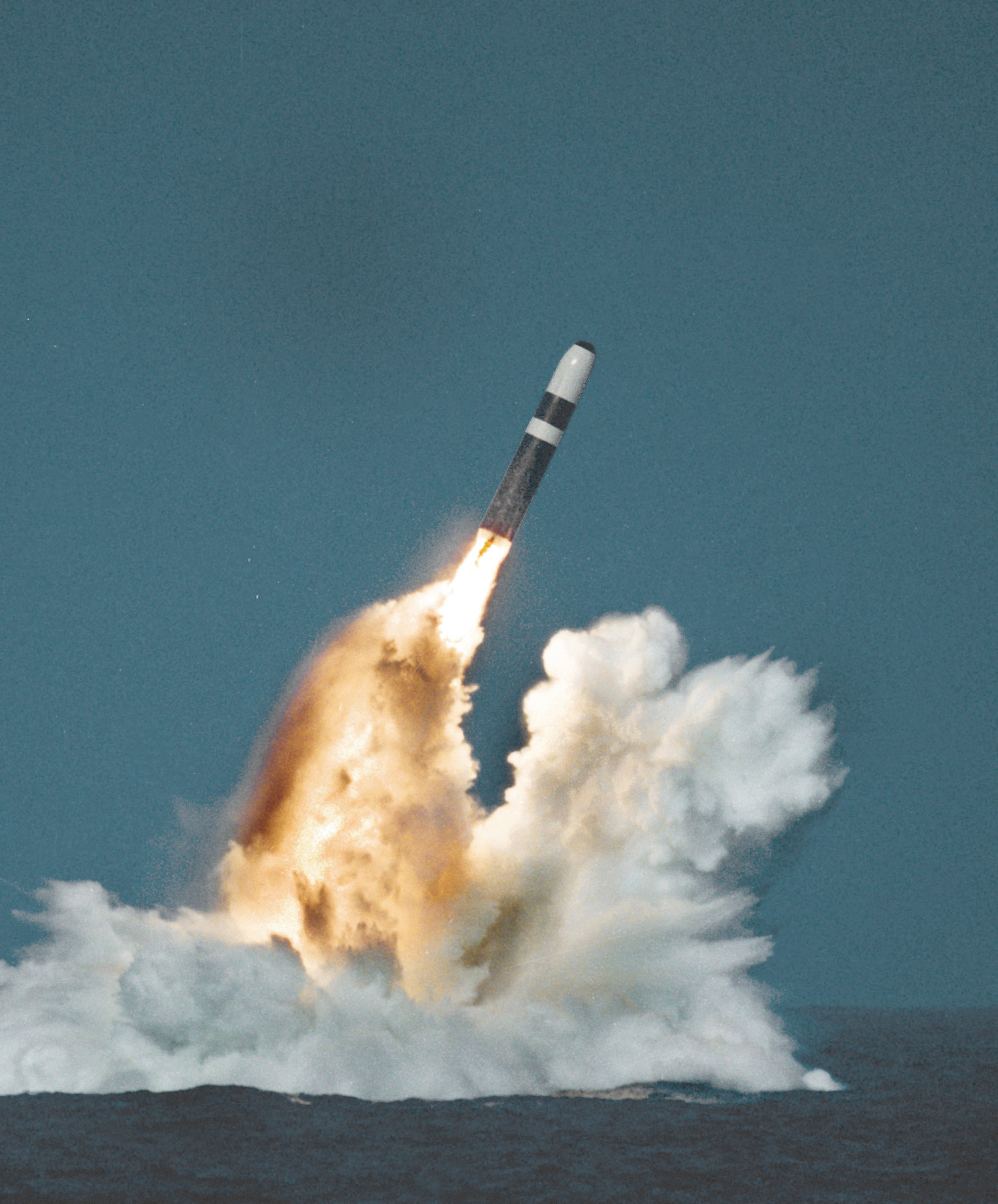
一枚已發射的三叉戟飛彈

### 英国
英國皇家海軍拥有2艘伊丽莎白女王级航空母艦（分别是伊莉莎白女王號和威爾斯親王號，目前两艘航母搭載F-35B舰载机），10艘核潛艇，以及总计13艘辅助舰队（补给舰6艘，登陆舰3艘，测量等多功能船只4艘）作为远洋保障。1982年福克蘭戰爭的遠征艦隊即是英國皇家海軍展現藍水海軍實力的行動代表。

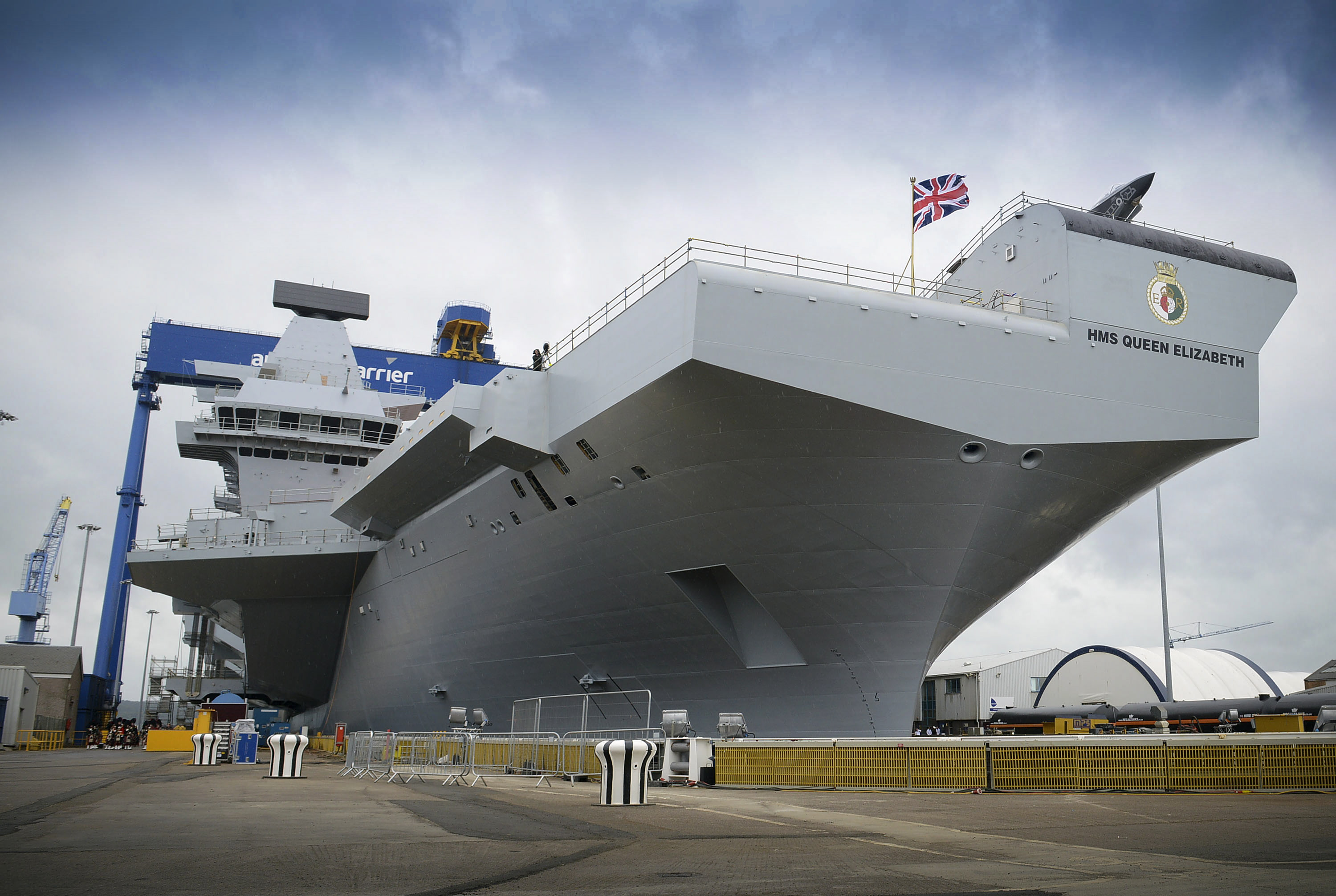
目前英國的航空母艦暨旗艦伊莉莎白女王級航空母艦
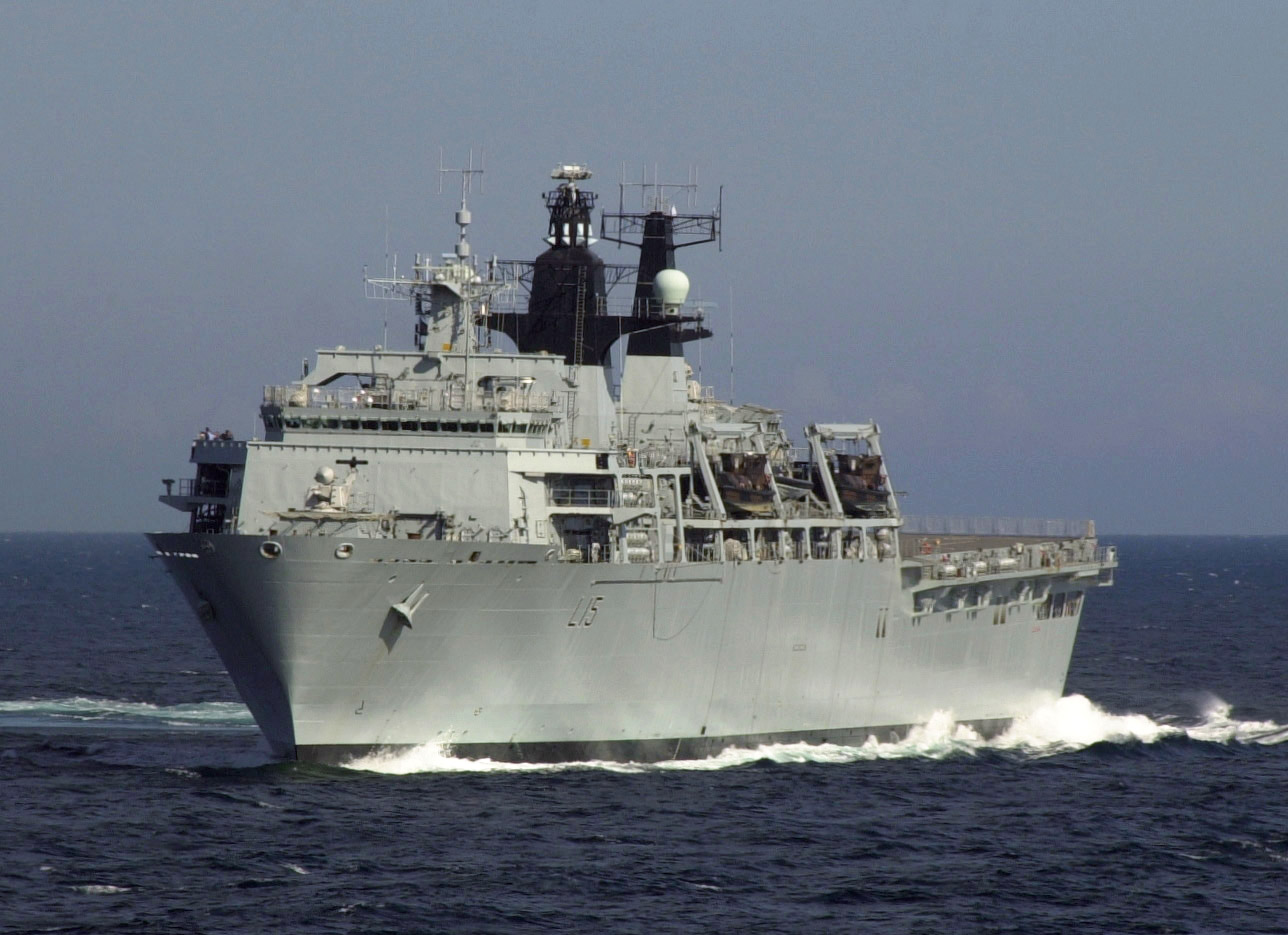
海神之子級船塢登陸艦的堡壘號
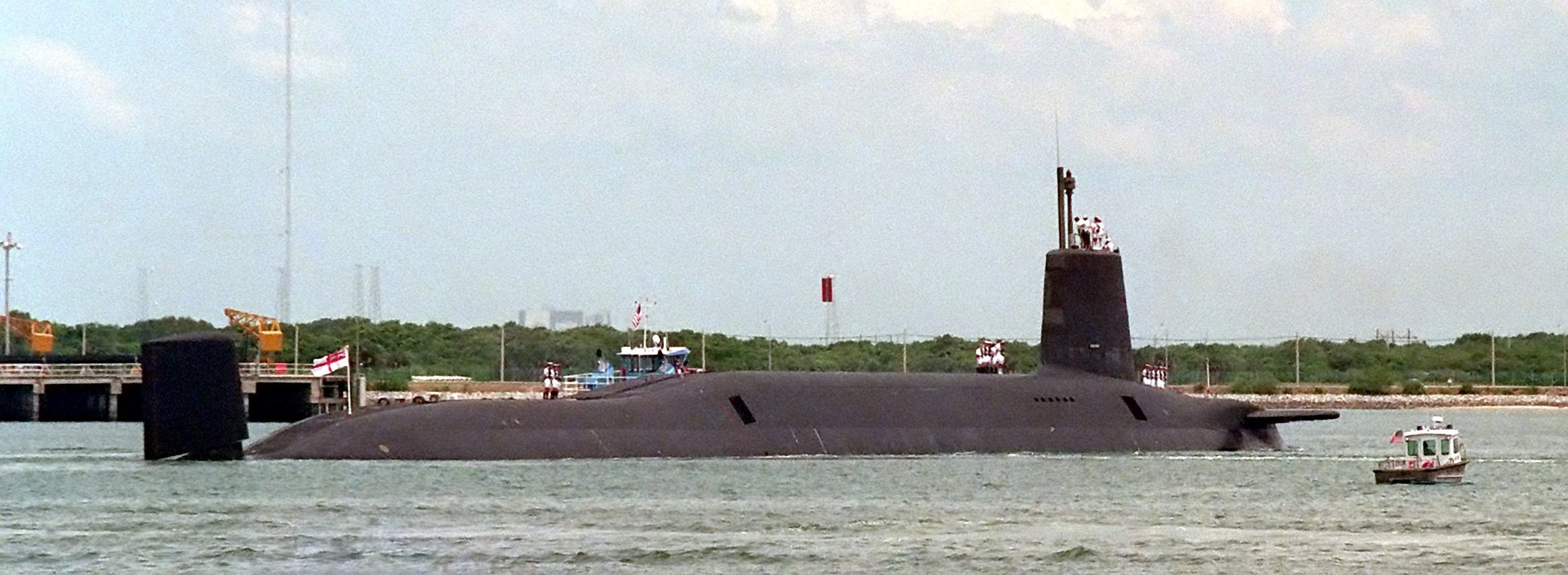
前衛級核潛艇的前衛號
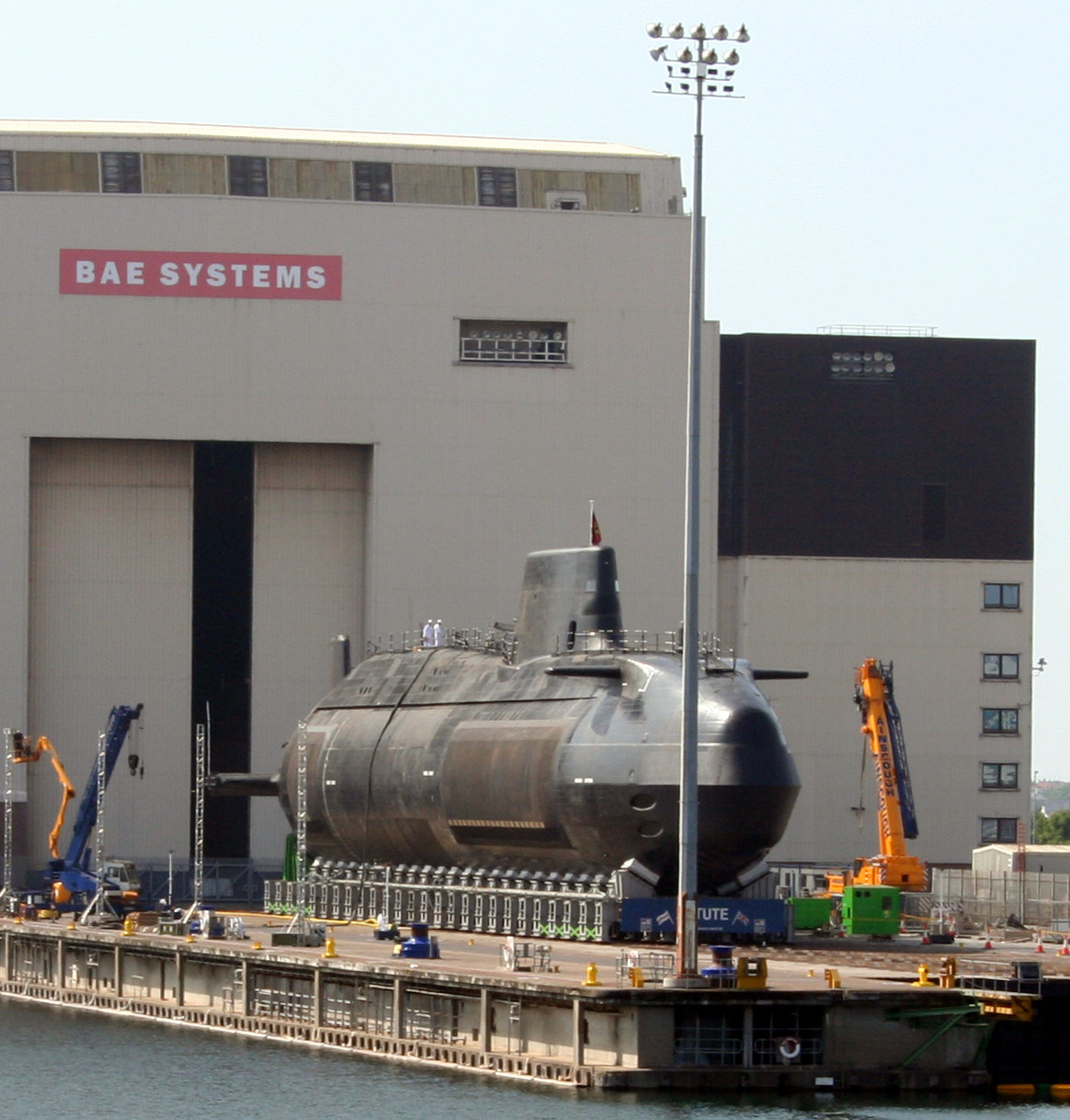
攻擊型核潛艇機敏號
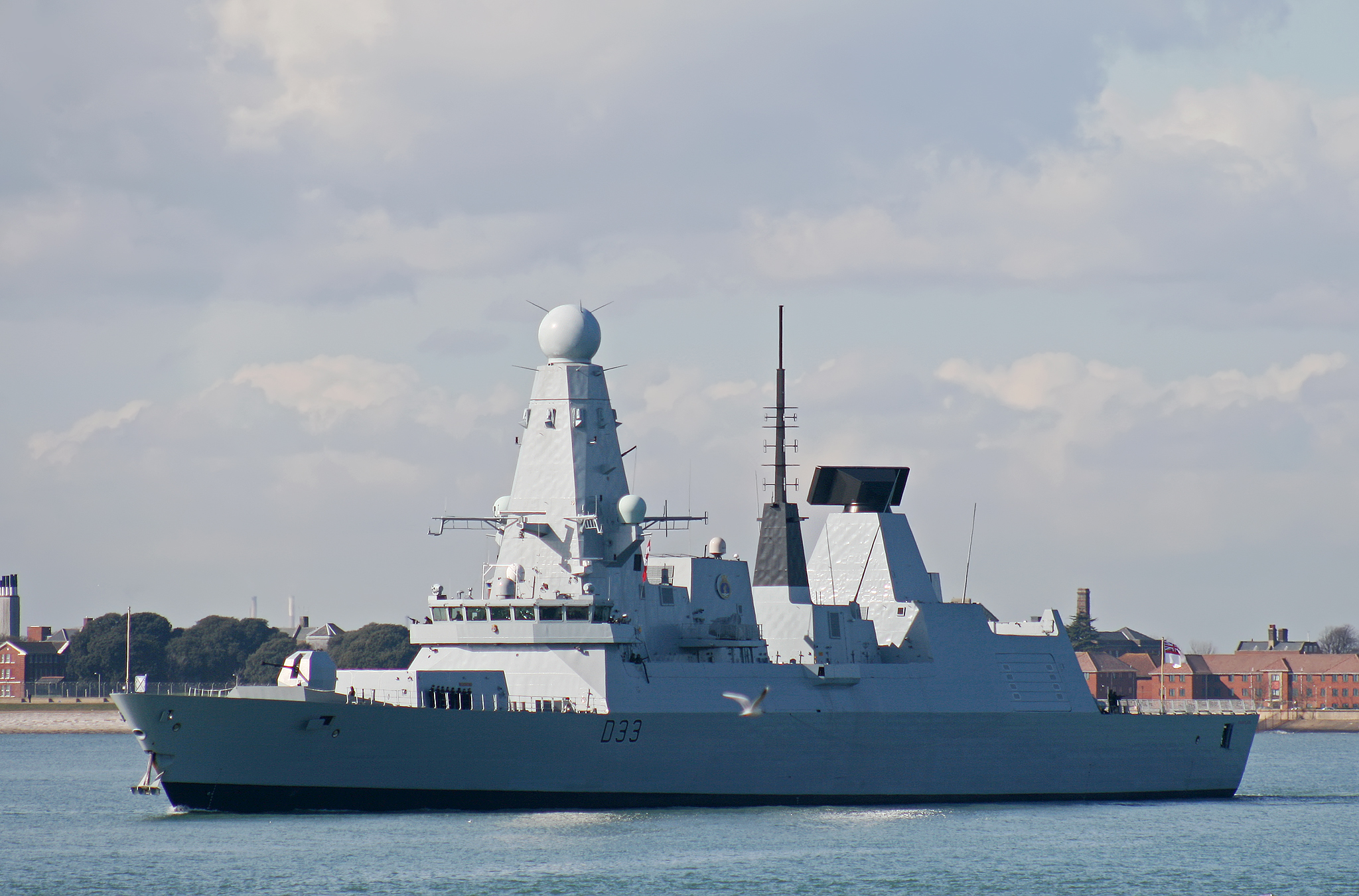
45型驅逐艦的不屈號
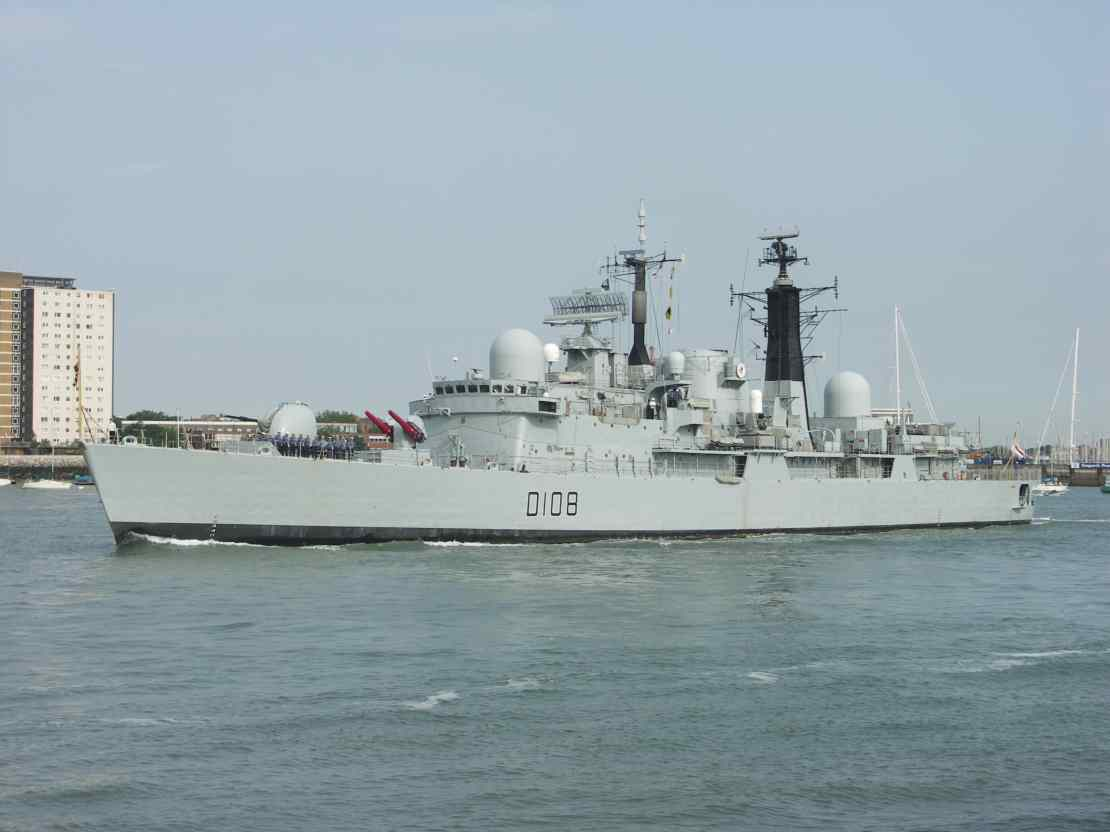
42型驅逐艦的加地夫號（已退役）
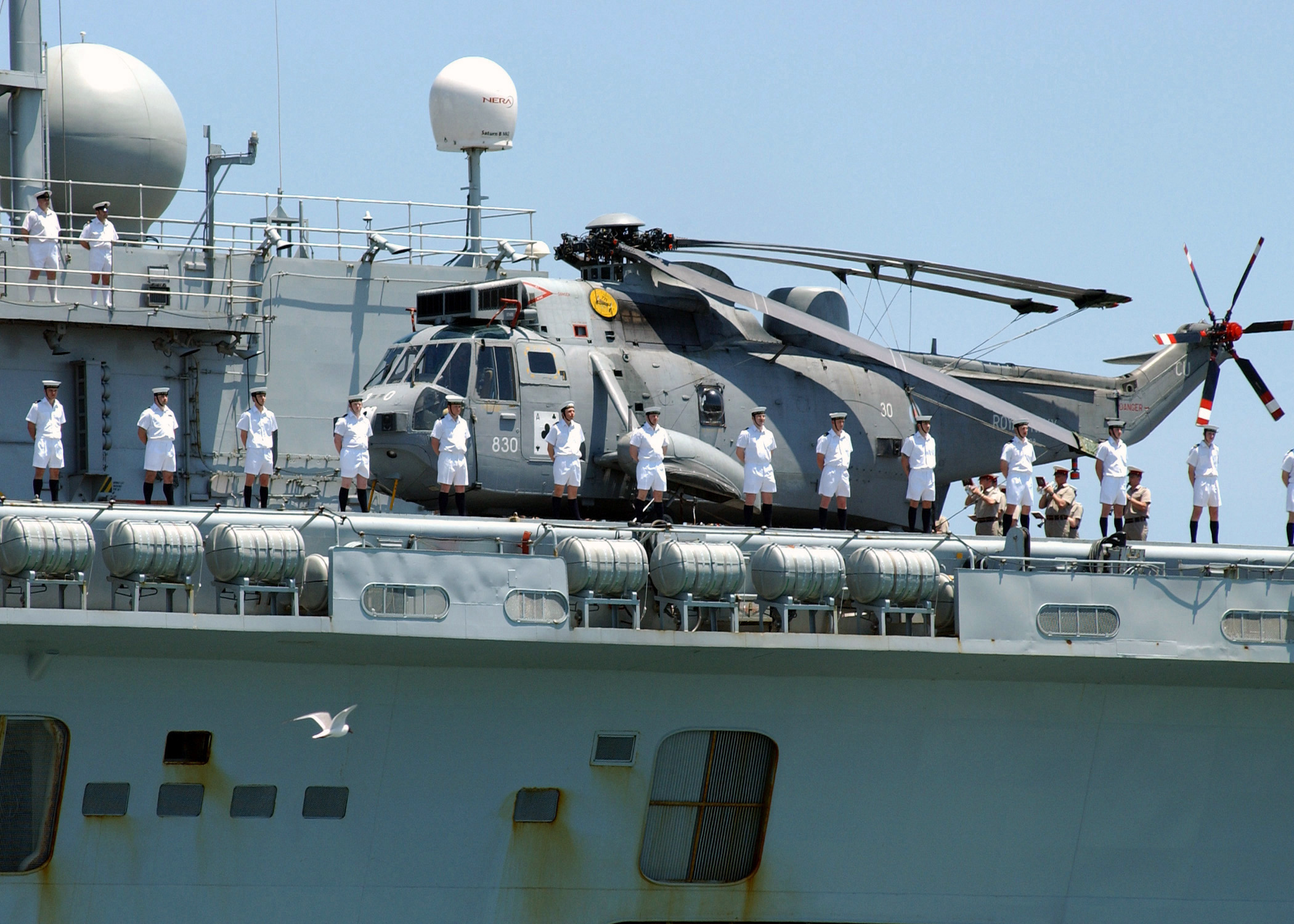
一架停放在無敵號航空母艦甲板上的海王直升機

### 法國
法國海軍擁有1艘核動力的戴高樂號航空母艦、3艘西北風級兩棲攻擊艦、2艘地平线级驱逐舰、8艘阿基坦級巡防艦、4艘凱旋級核潛艇、3艘梭魚級核潛艇、2艘红宝石级攻击核潜艇，並計劃開始建造新一代核動力航空母艦，且法國在海外各地有許多基地，能維持長期遠洋作戰能力。2013年法國協助馬里政府的藪貓行動中證實法國海軍具備支援海外作戰的能力。

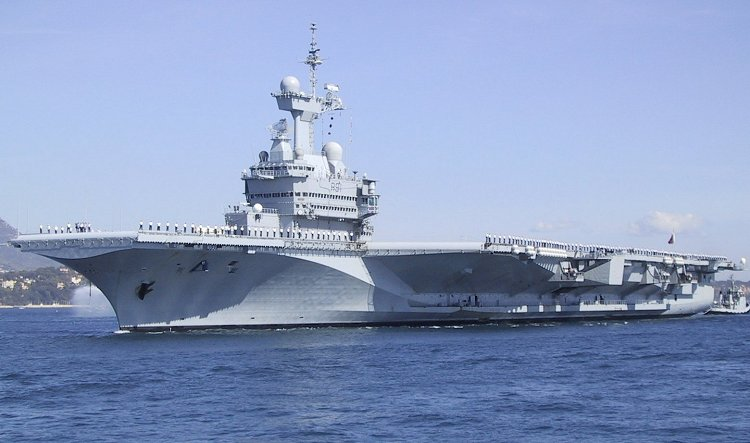
核動力航空母艦戴高樂號
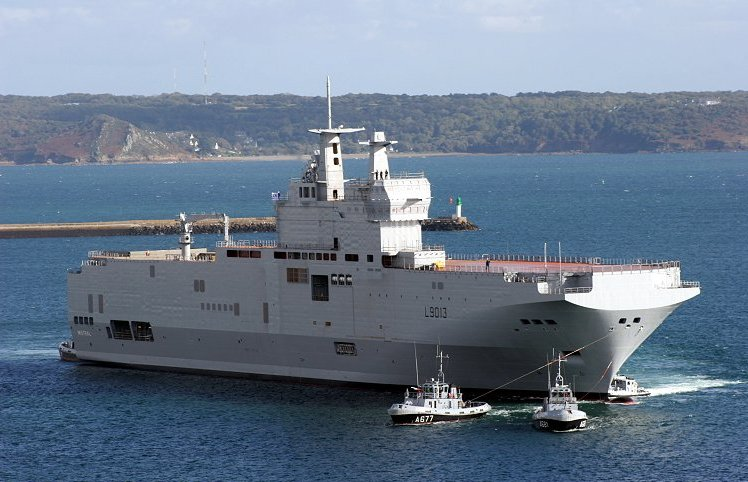
西北風級兩棲突擊艦的西北風號
梭魚級潛艇概圖
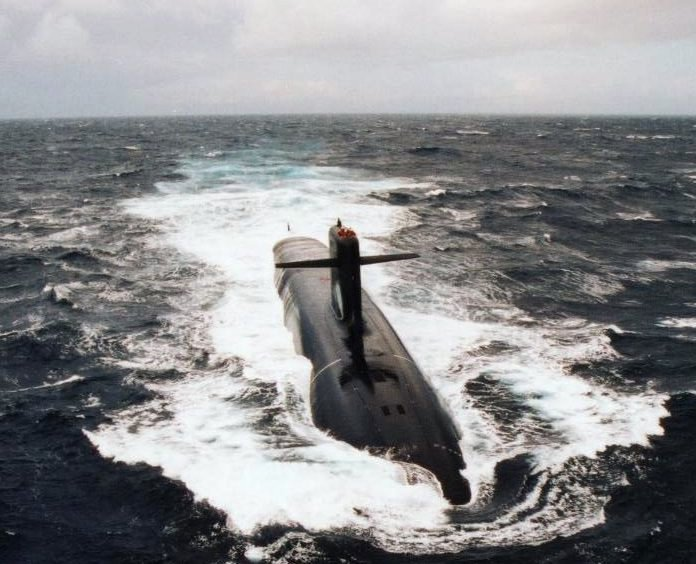
凱旋級核潛艇的凱旋號
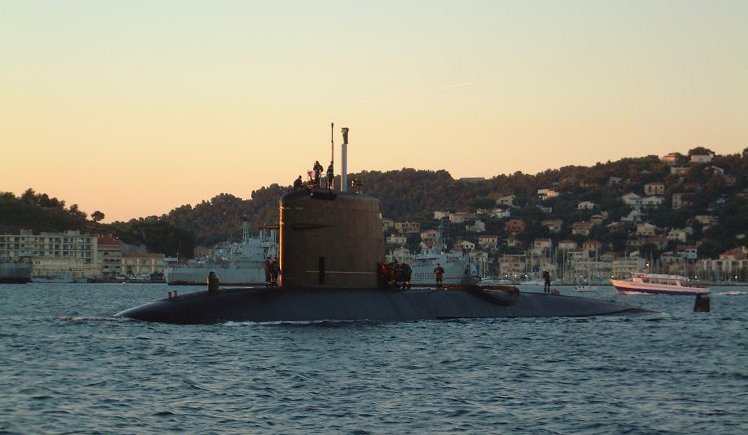
紅寶石級的紅寶石號
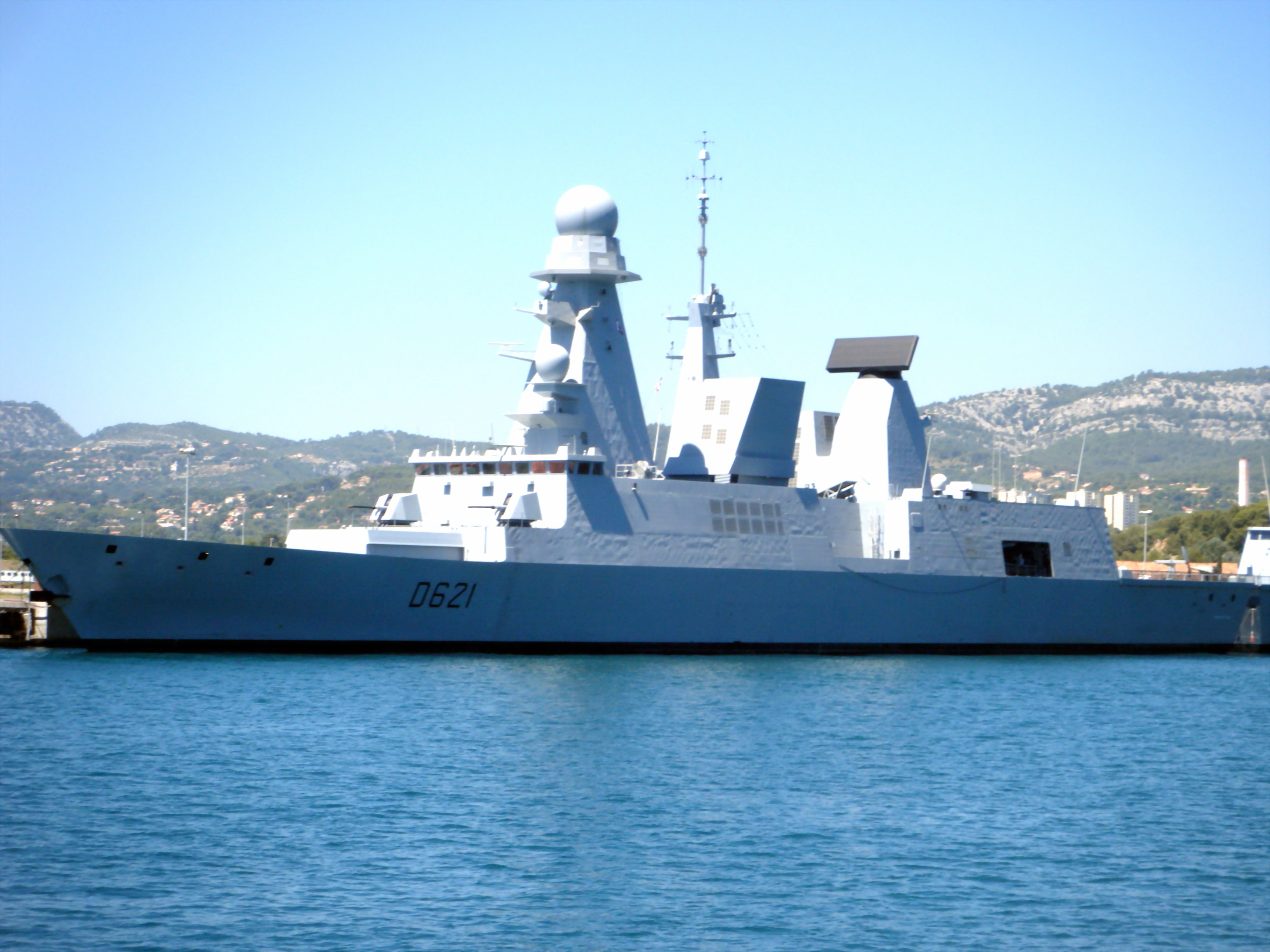
地平線級驅逐艦的富安保羅號
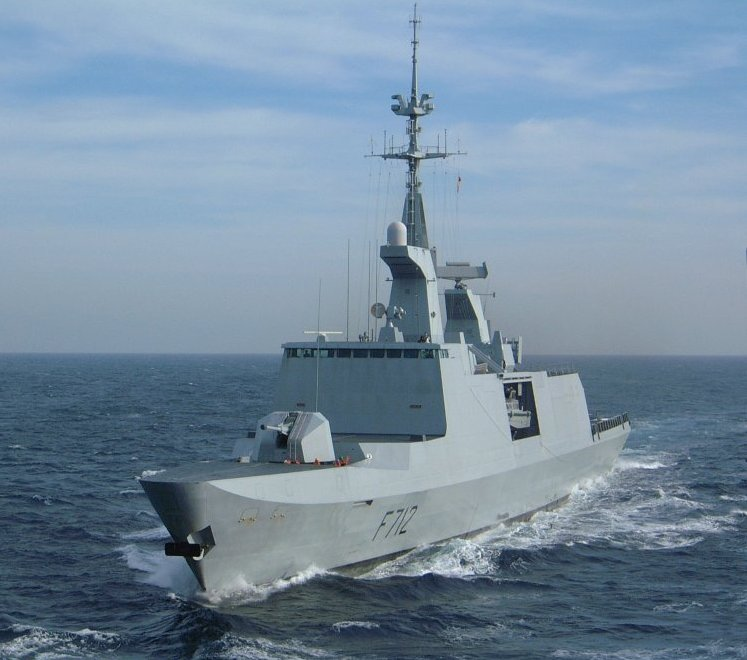
拉法葉級巡防艦的孤拔號
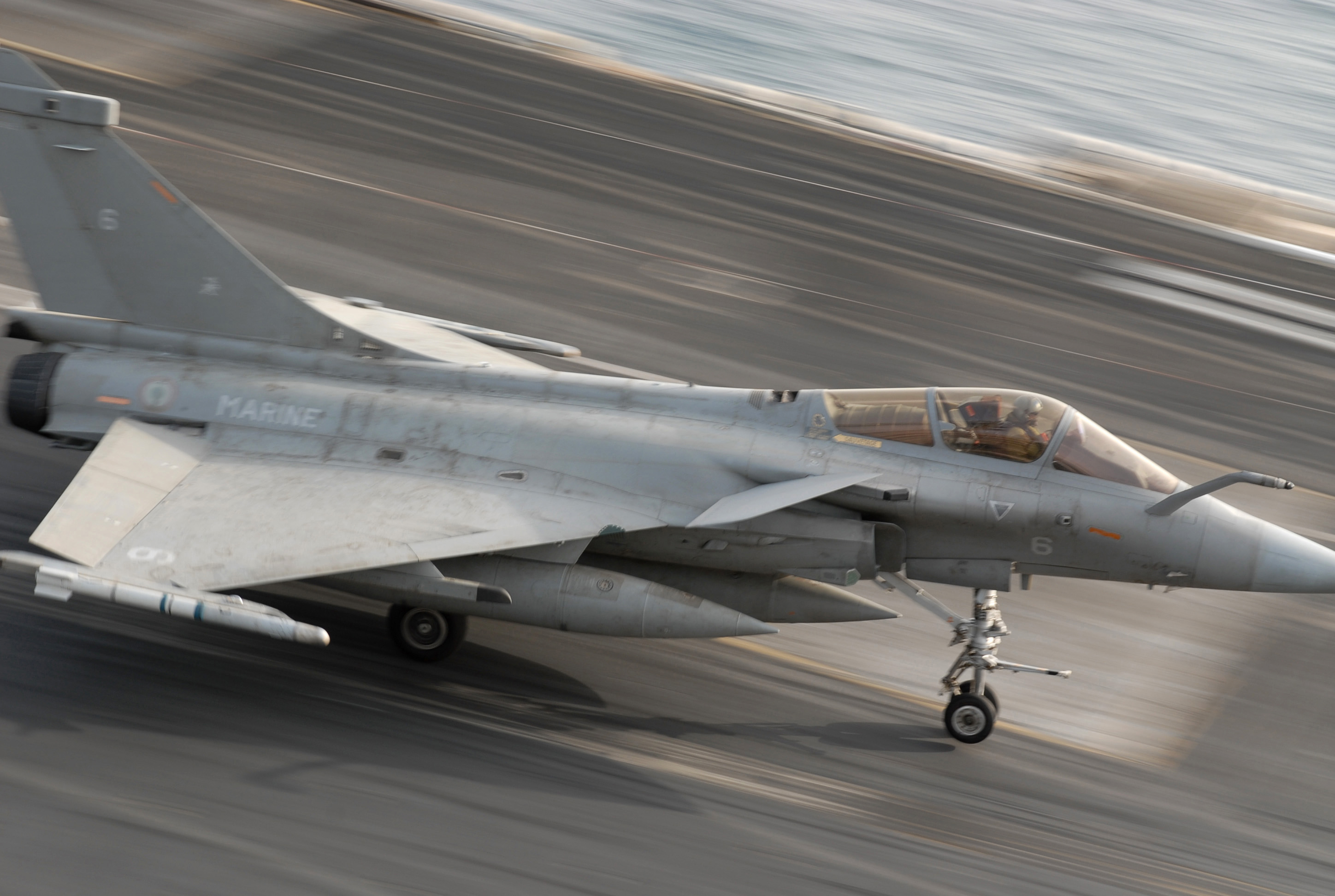
一架陣風戰鬥機正在戴高樂號上降落

### 俄羅斯
俄羅斯海軍擁有一個以庫茲涅佐夫號為中心的航空母艦戰鬥群，大量的導彈武力加上超長續航距離的核潛艇及基洛夫級巡洋艦，佈署在北海、太平洋、波羅的海與黑海。

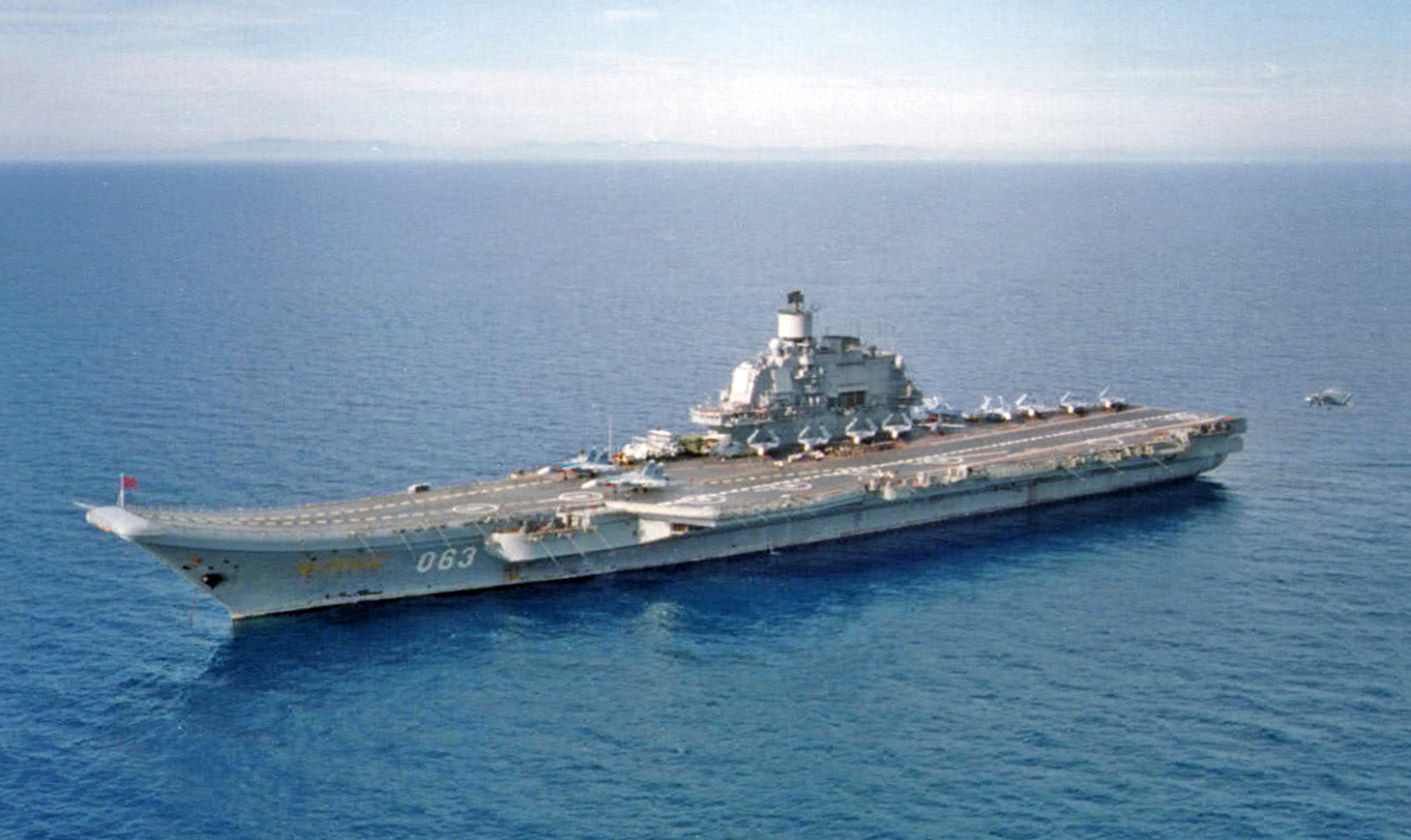
航空母艦庫茲涅佐夫號
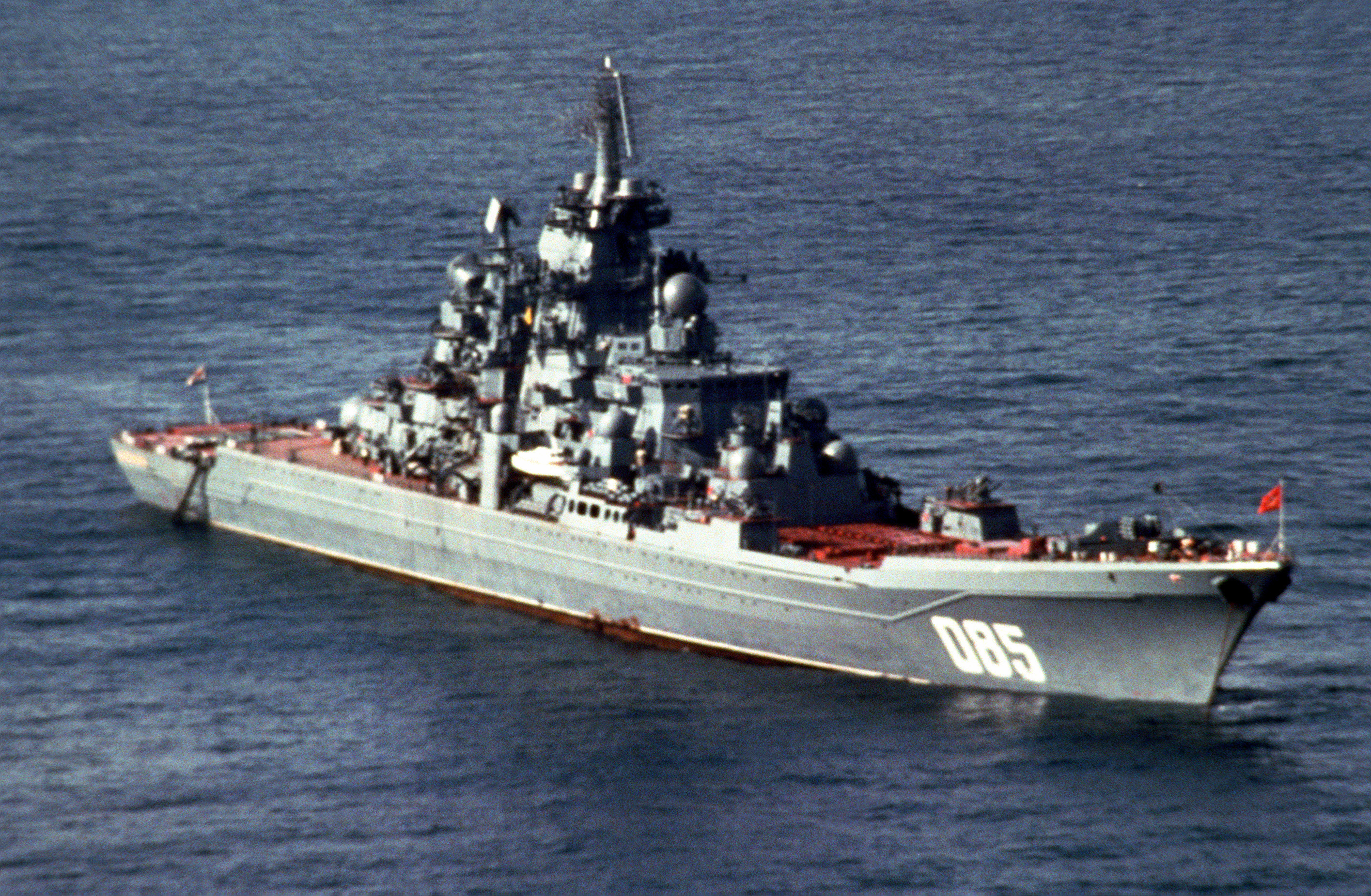
基洛夫級的納希莫夫海軍上將號
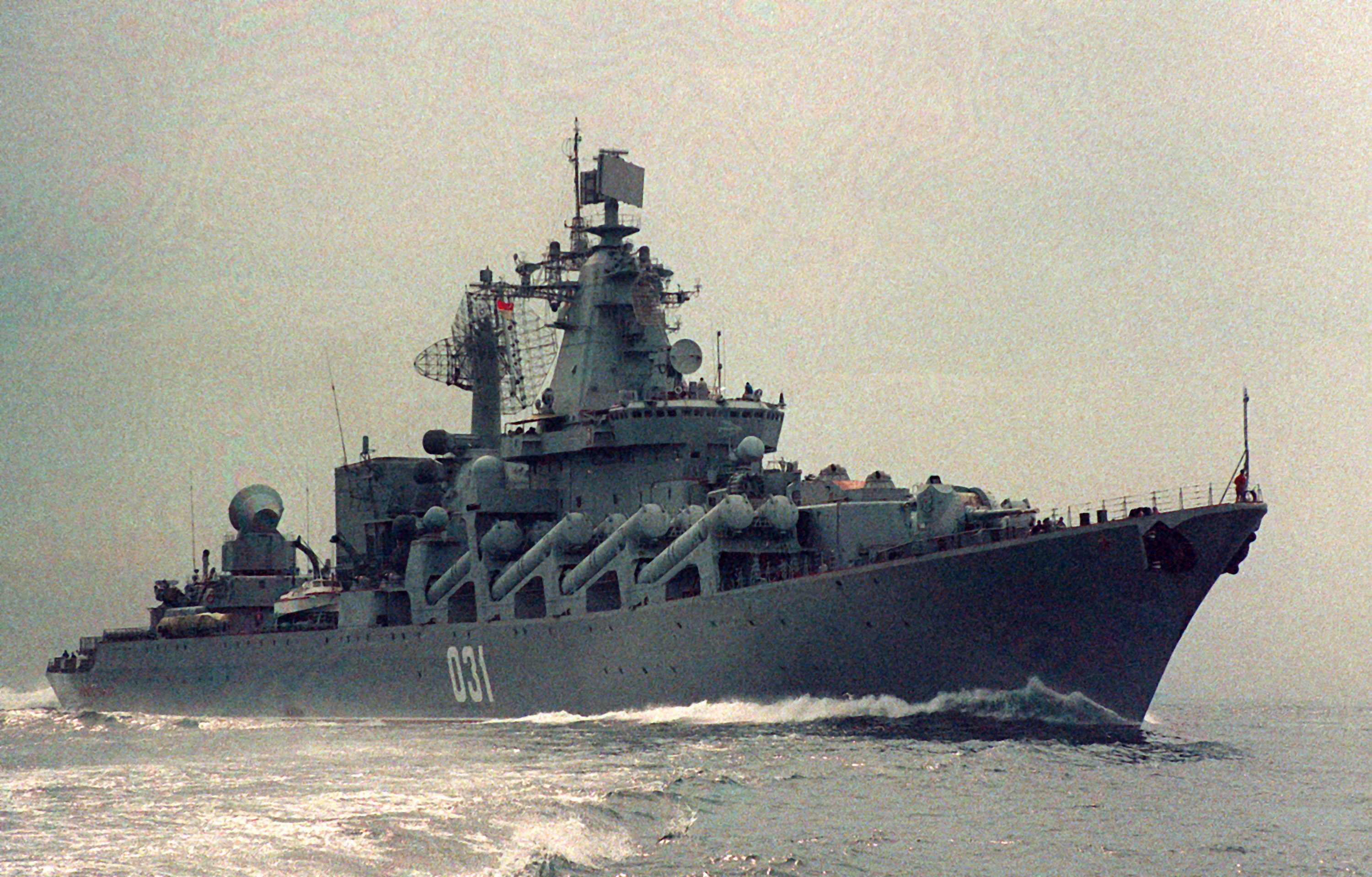
光榮級的瓦良格號
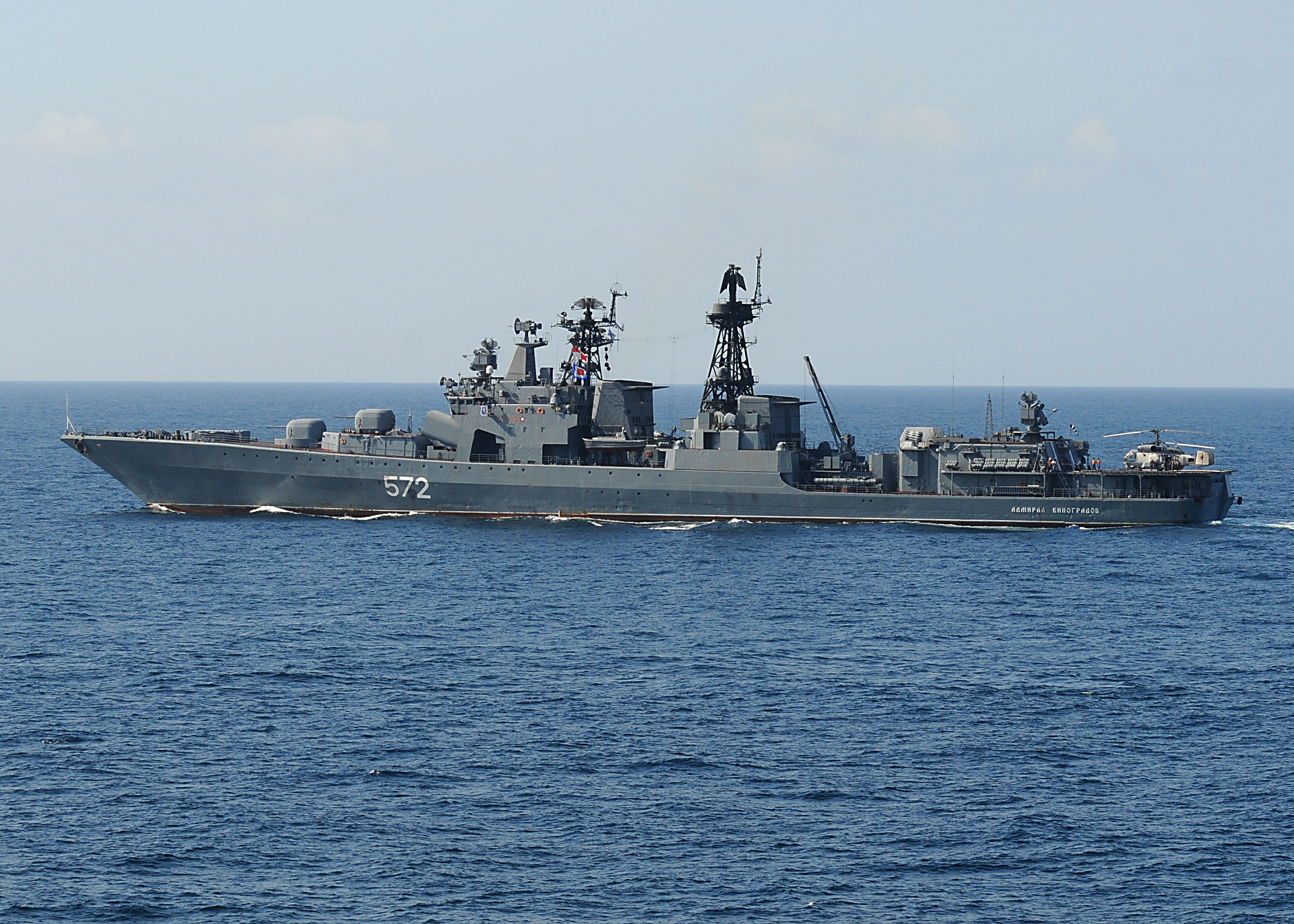
無畏級的維諾格拉多夫海軍上將號
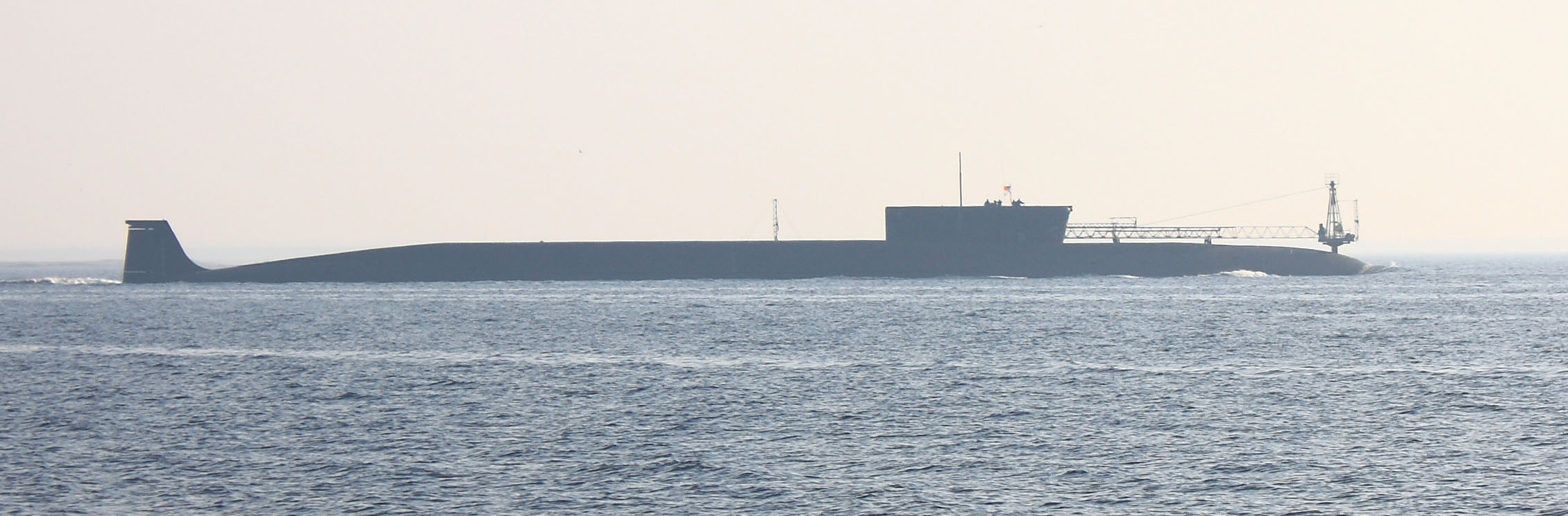
北風之神級的尤里多爾戈魯基號
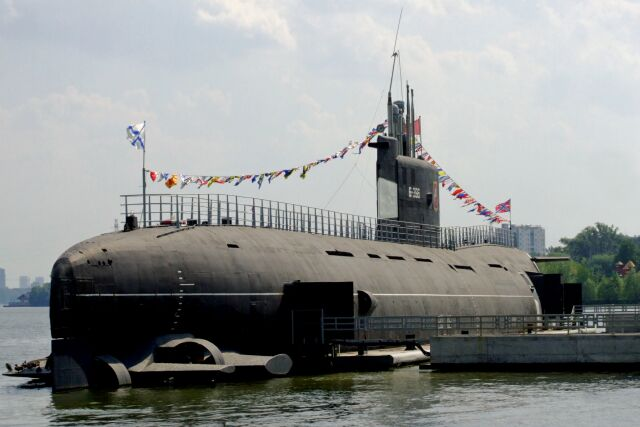
T級的B-307
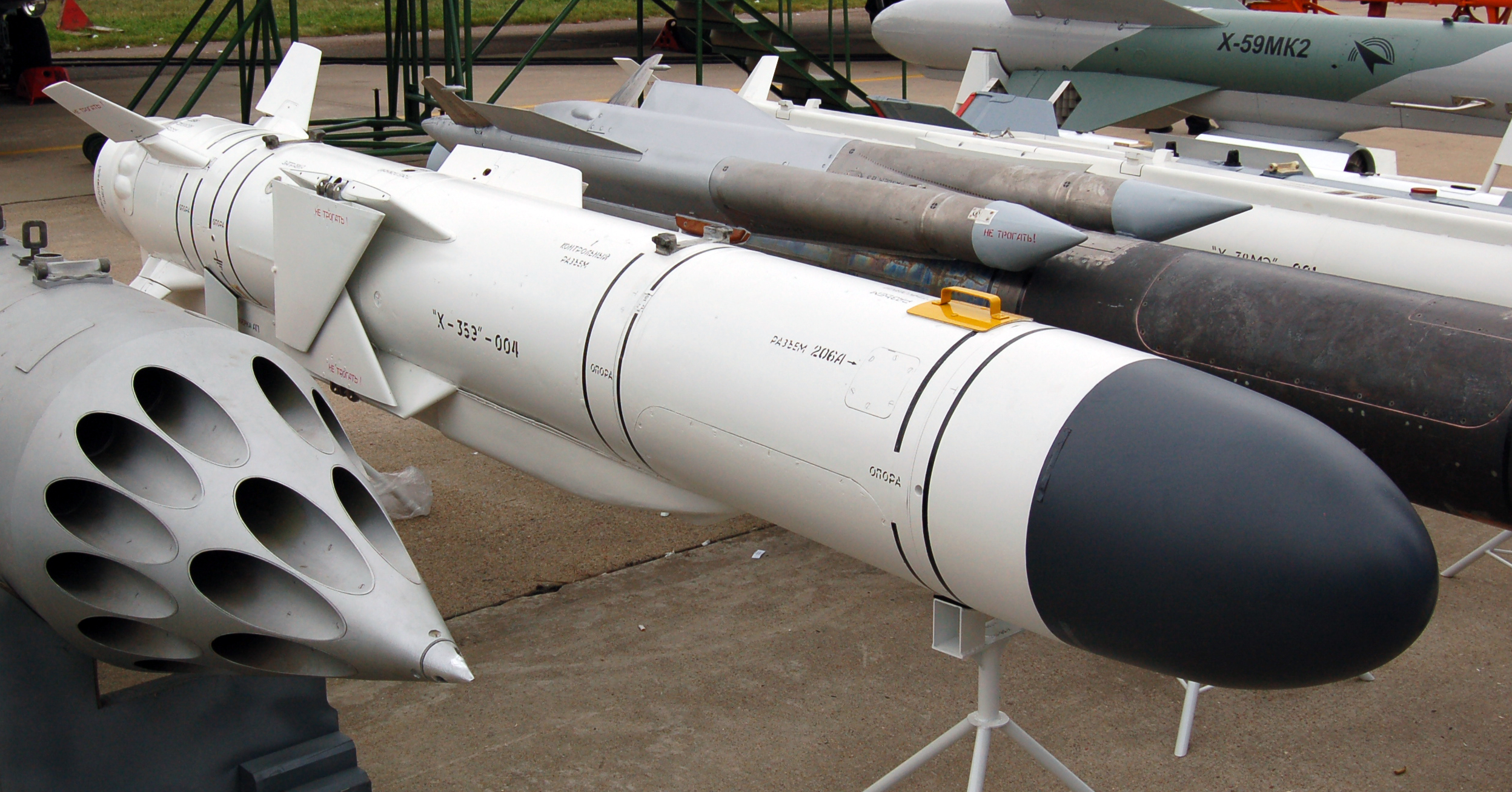
俄羅斯使用的Kh-35反艦導彈
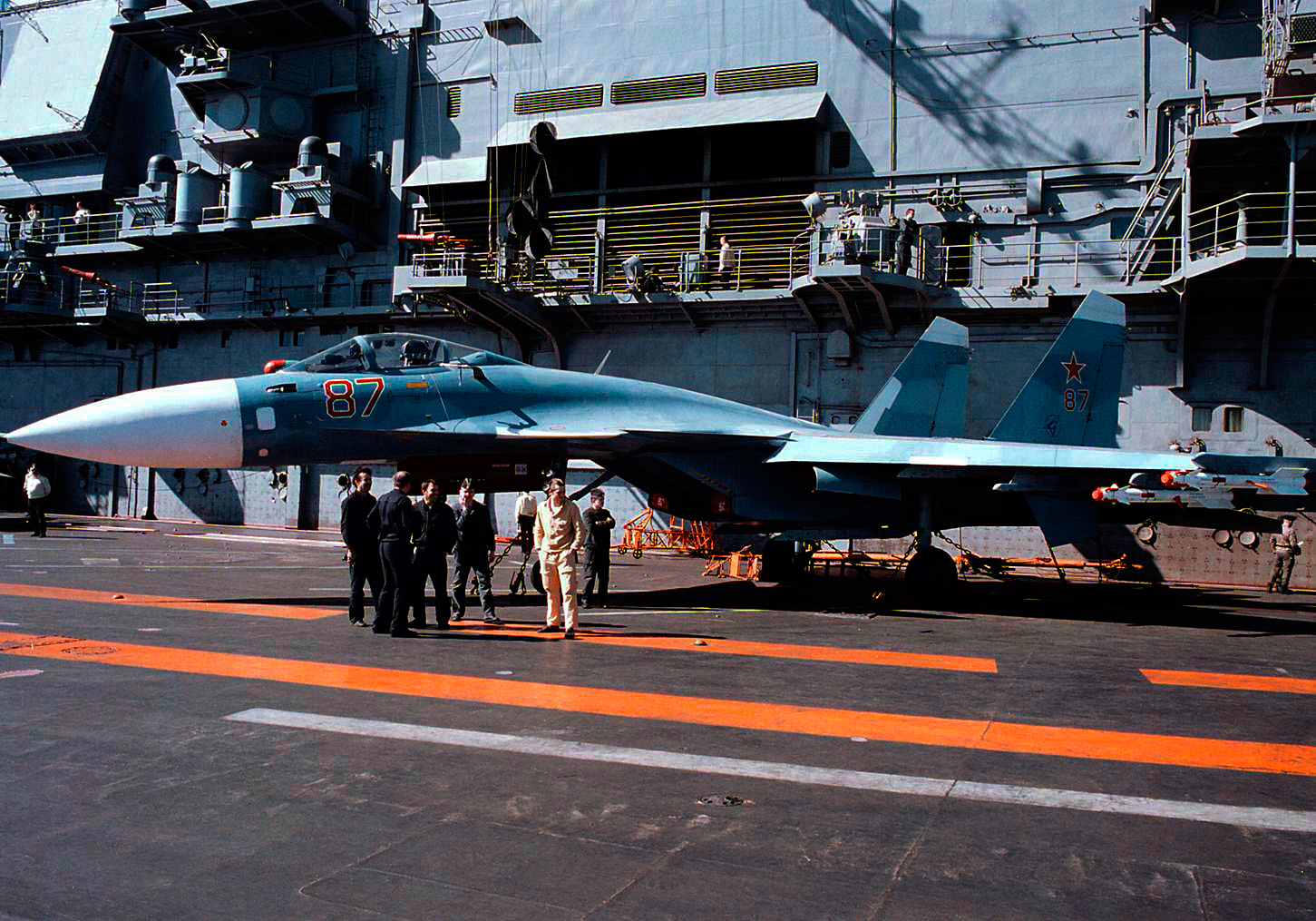
一架停放在庫茲涅佐夫號上的蘇-33戰鬥機

### 中华人民共和国
中國人民解放軍海軍是全世界第二大規模的海軍，同时也是一支藍水海軍。中華人民共和國第一艘航母遼寧號於2012年9月25日服役，第二艘航母山东號于2019年12月17日服役，第三艘航母福建號已於2022年6月17日下水，預計2025年服役，并計畫未來擁有至少四支航母戰鬥群。目前解放軍075型两栖攻击舰已服役三艘（海南号、廣西号、安徽号），海軍還有8艘25,000噸071型船塢登陸艦兩棲船塢運輸艦（LPD）。解放軍有52艘驅逐艦和101艘護衛艦，其中包括6艘052C型驅逐艦，27艘更加先进的052D型驅逐艦，8艘排水量達1.3萬吨的大型驅逐艦055型驅逐艦。中華人民共和國海軍的水下潛艇部隊規模龐大，包括59艘常規潛艇及19艘核潛艇。科學技術及現代化水平、綜合戰鬥力都有不錯的水準。美国《国家利益》杂志于2019年将其列为世界五大海军之一，文中的介紹段落順位列在第二部份，并特地指出其已经是真正的蓝水海军。

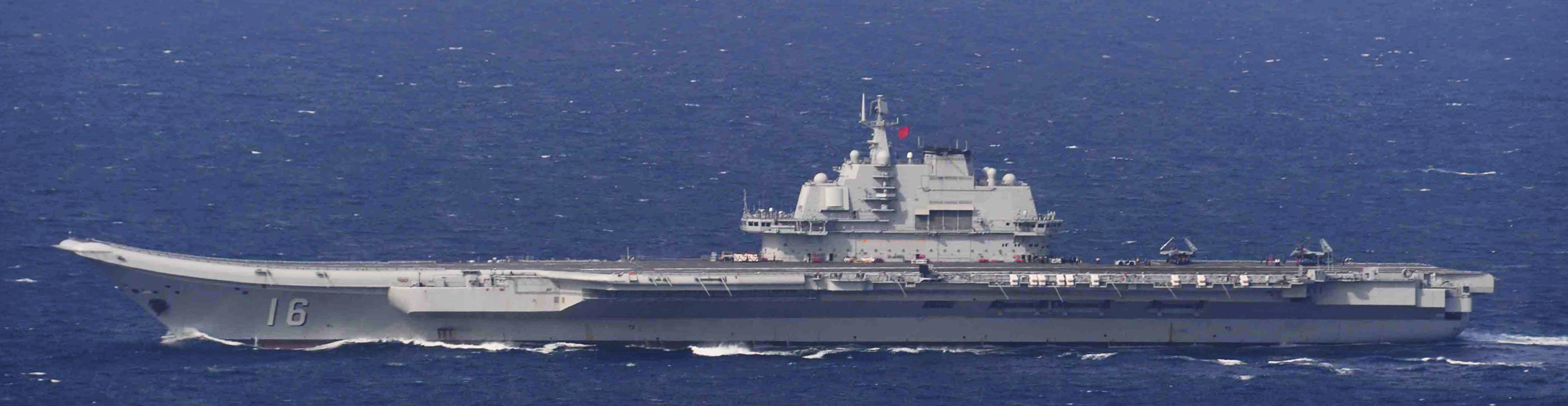
001型航空母舰
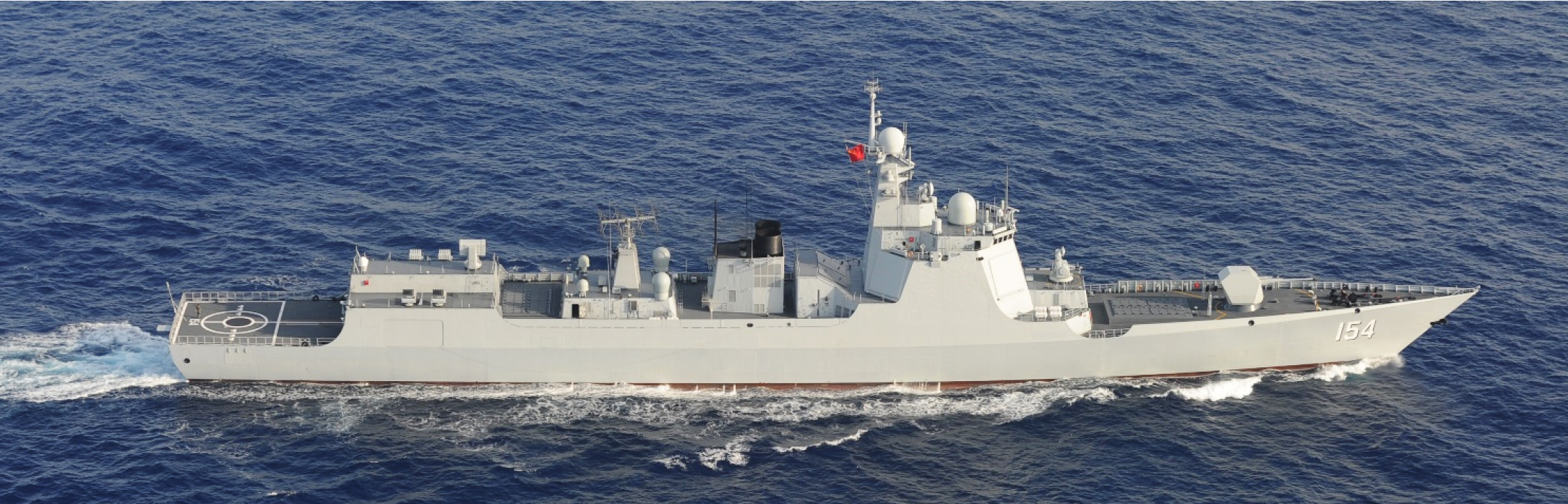
052D型驱逐舰
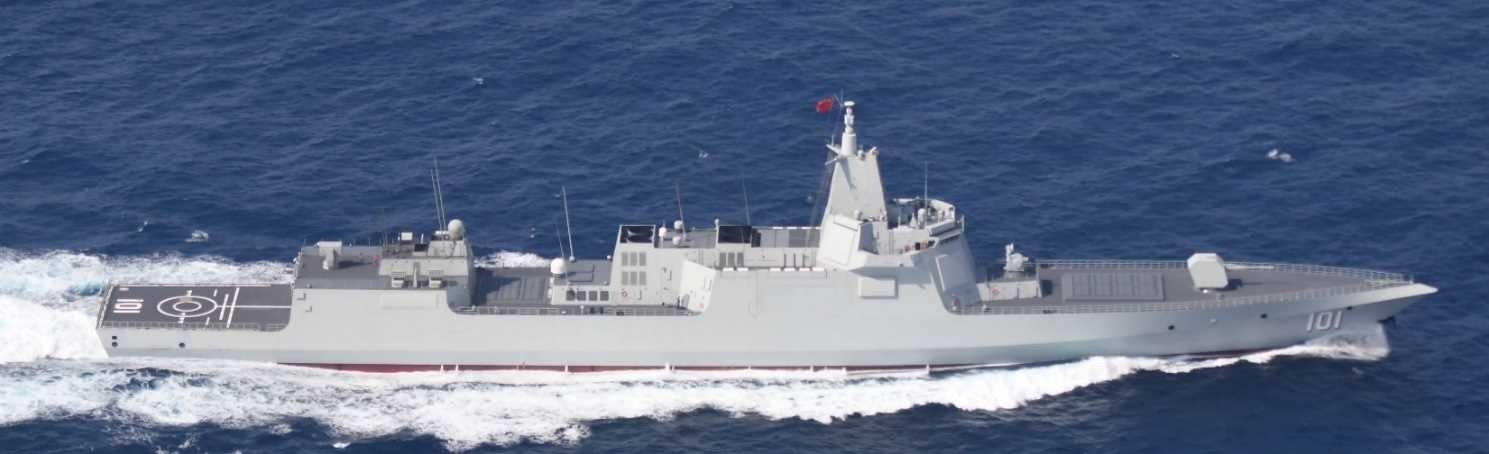
055型驱逐舰
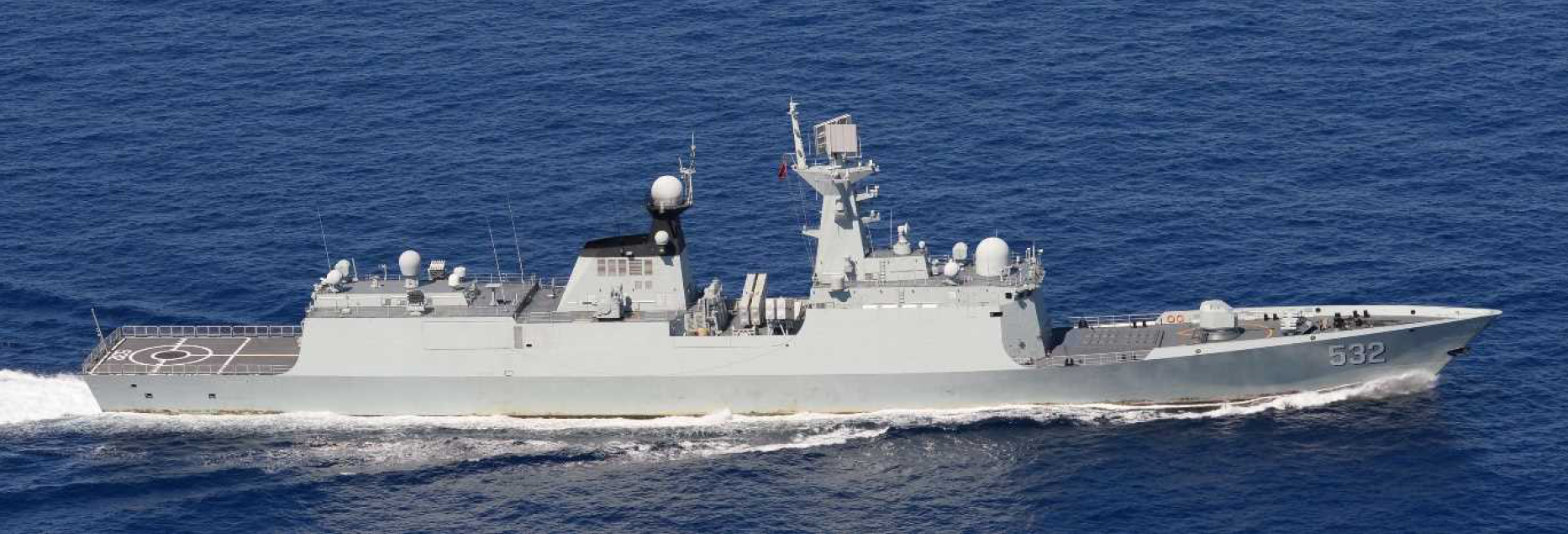
054A型護衛艦
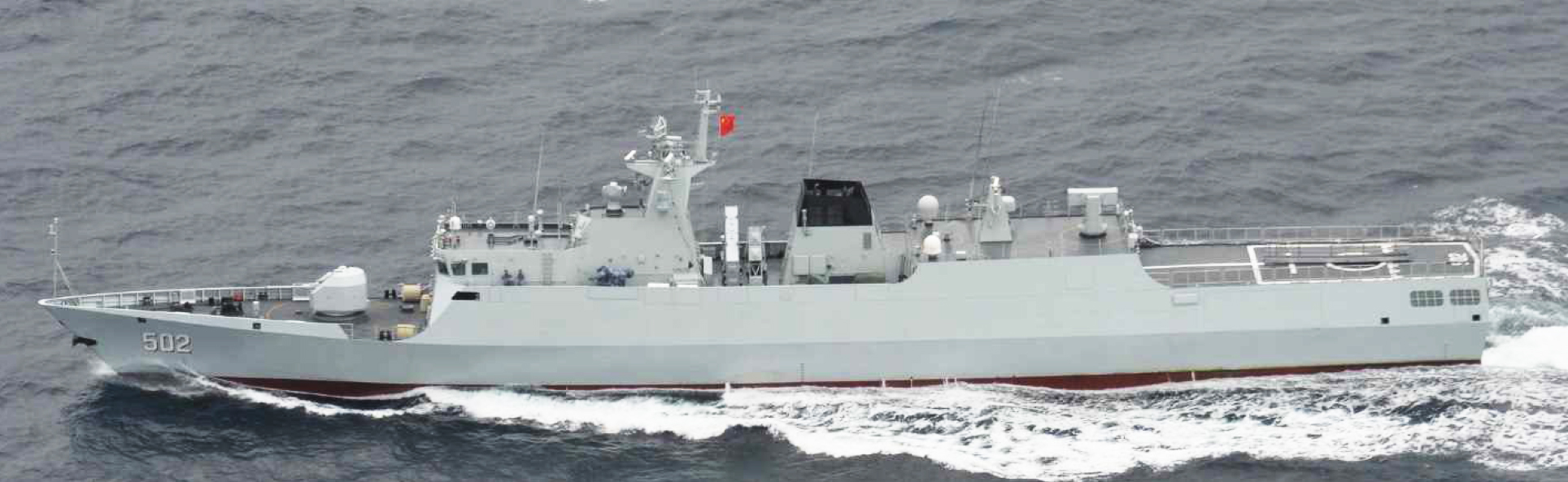
056A型护卫舰

### 印度
印度海軍目前擁有2艘現役航空母艦维克拉玛蒂亚號、维克兰特号，1艘自建的歼敌号核动力潛艇。印度在2022年預計將有3個航空母艦戰鬥群（至少要到2035年后实现），目前處於加緊現代化及換裝，是世上第六大的海軍。

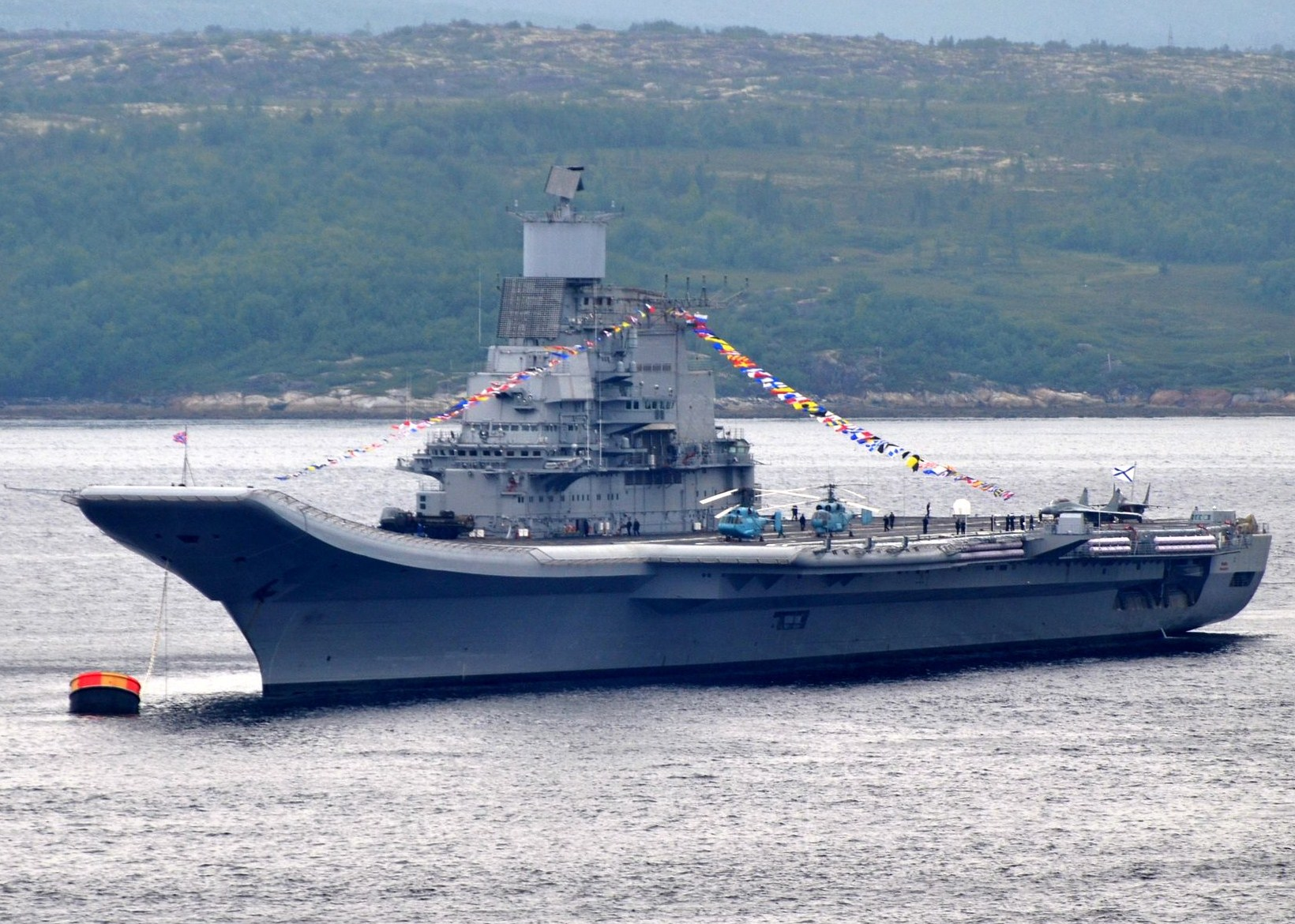
印度海軍現役的维克拉玛蒂亚號航空母艦
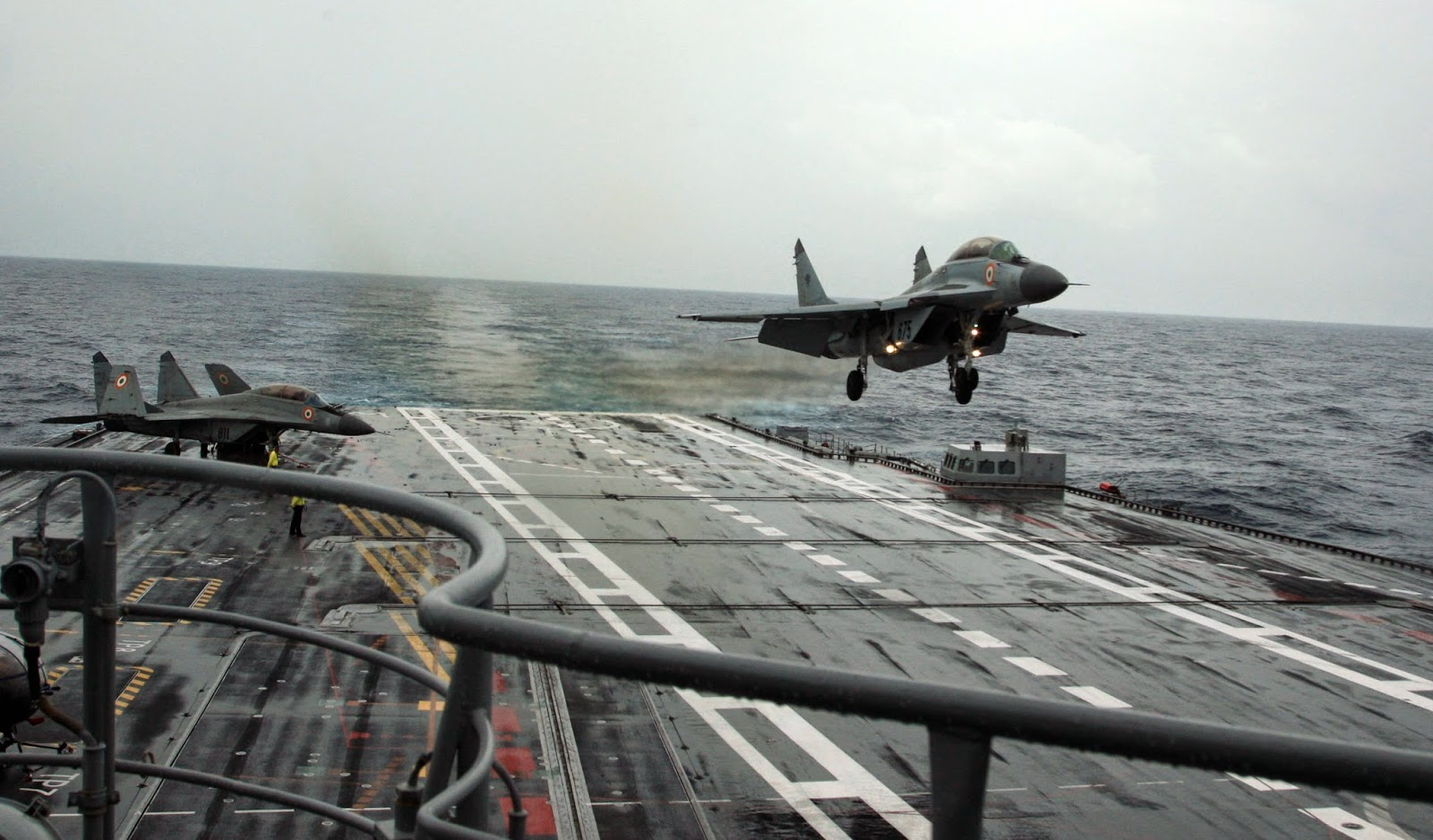
维克拉玛蒂亚號所屬的米格-29K战斗机

### 義大利
意大利海軍擁有航空母艦加富爾號、加里波底號和聖喬治奧級船塢登陸艦、地平線級驅逐艦、AV-8攻擊機（不久將換成F-35）等現代化的海軍艦隊。而義大利海軍作為北約的一部分，參加了許多維和行動。

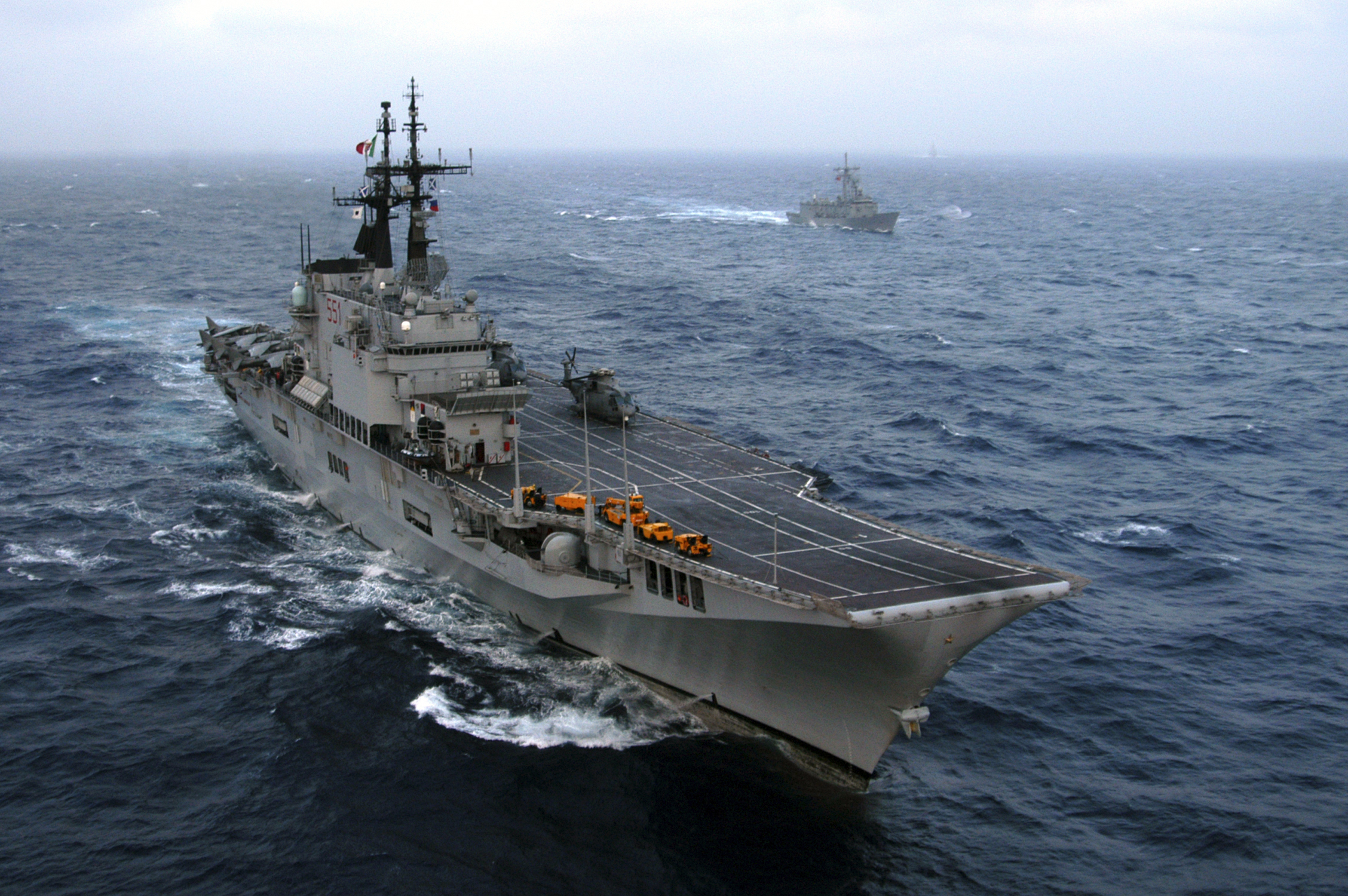
航空母艦加里波底號
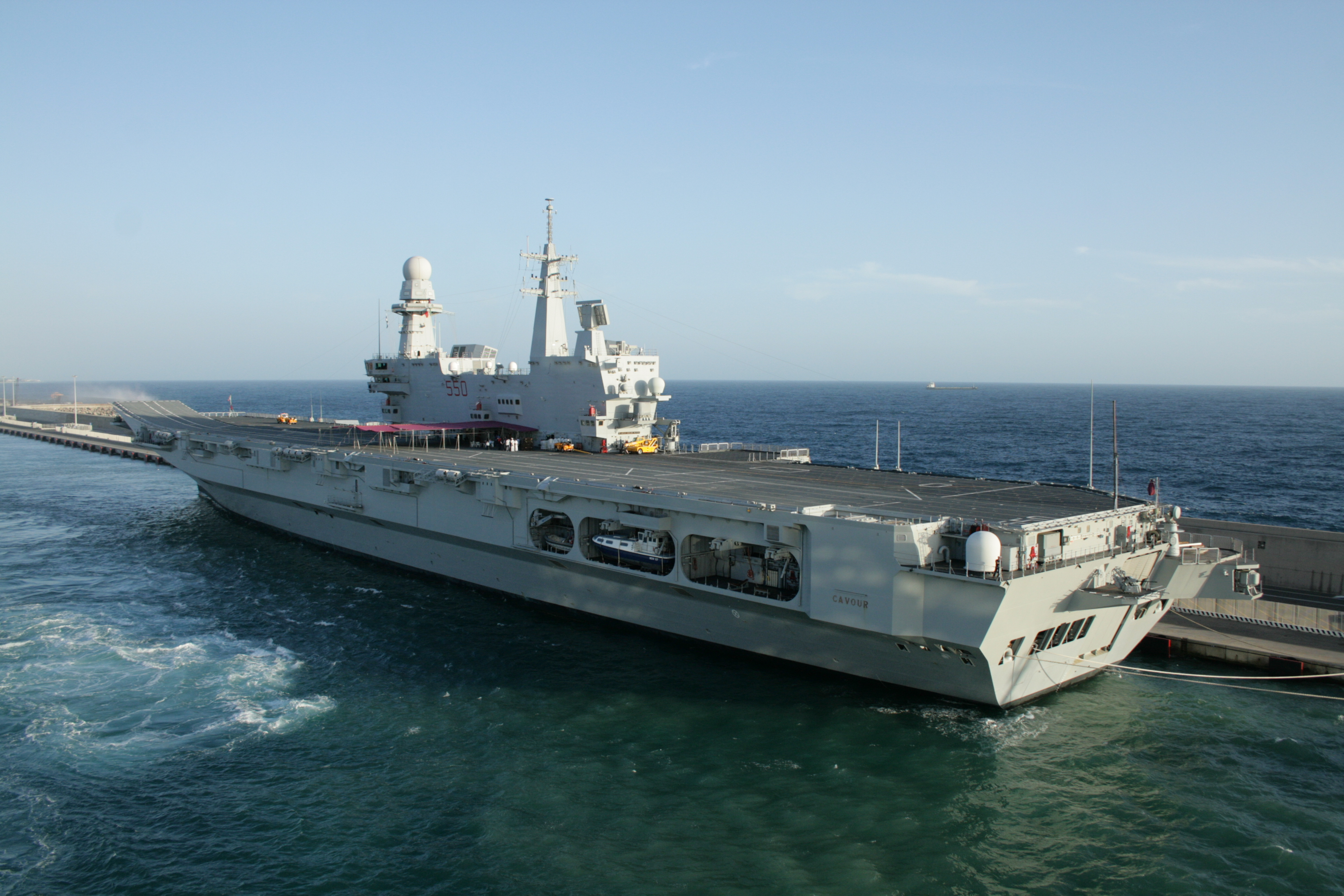
航空母艦加富爾號
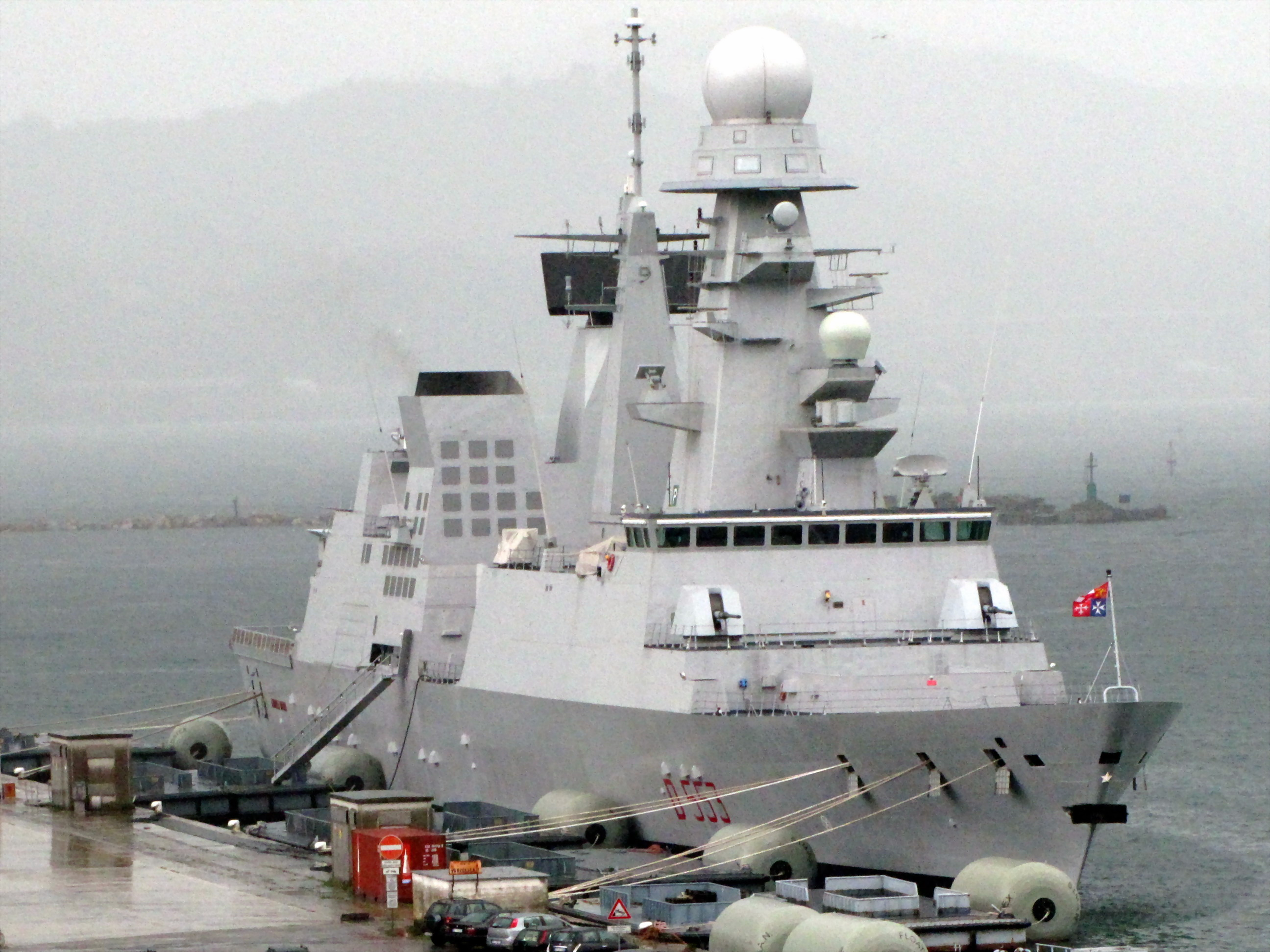
地平線級驅逐艦的安德烈·埃多里亞號
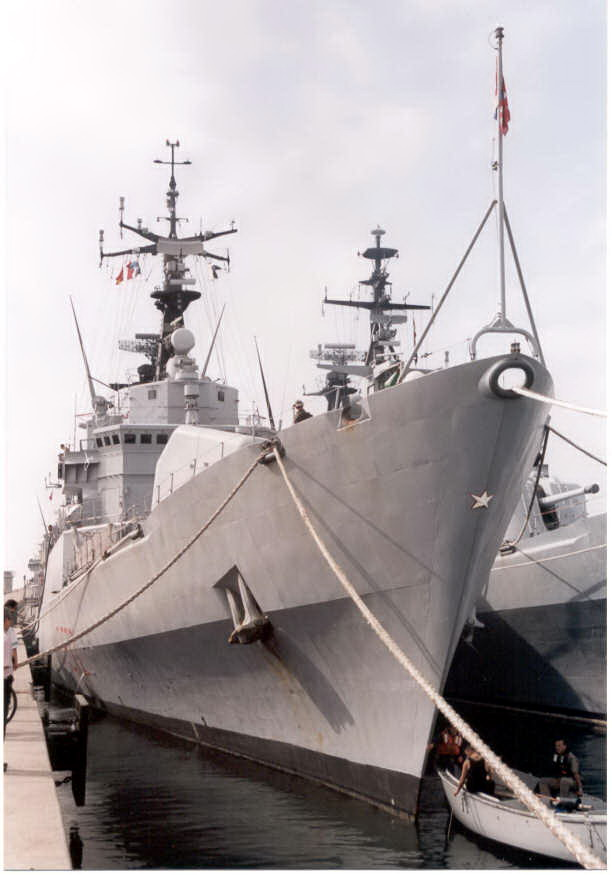
利貝喬號護衞艦

## 其他有潛力成為藍水海軍國家

### 巴西
巴西海軍是全拉丁美洲規模最大的海軍，擁有一艘航空母艦聖保羅號（已於2017年2月除役，所以實際上巴西已不再擁有航空母艦，也暫時失去發展為藍水海軍的能力）4艘Tupi級和1艘Tikuna級的209型潛艇，並向法國購買了4艘鮋魚級潛艇，同時正在研製首艘核動力潛艇。

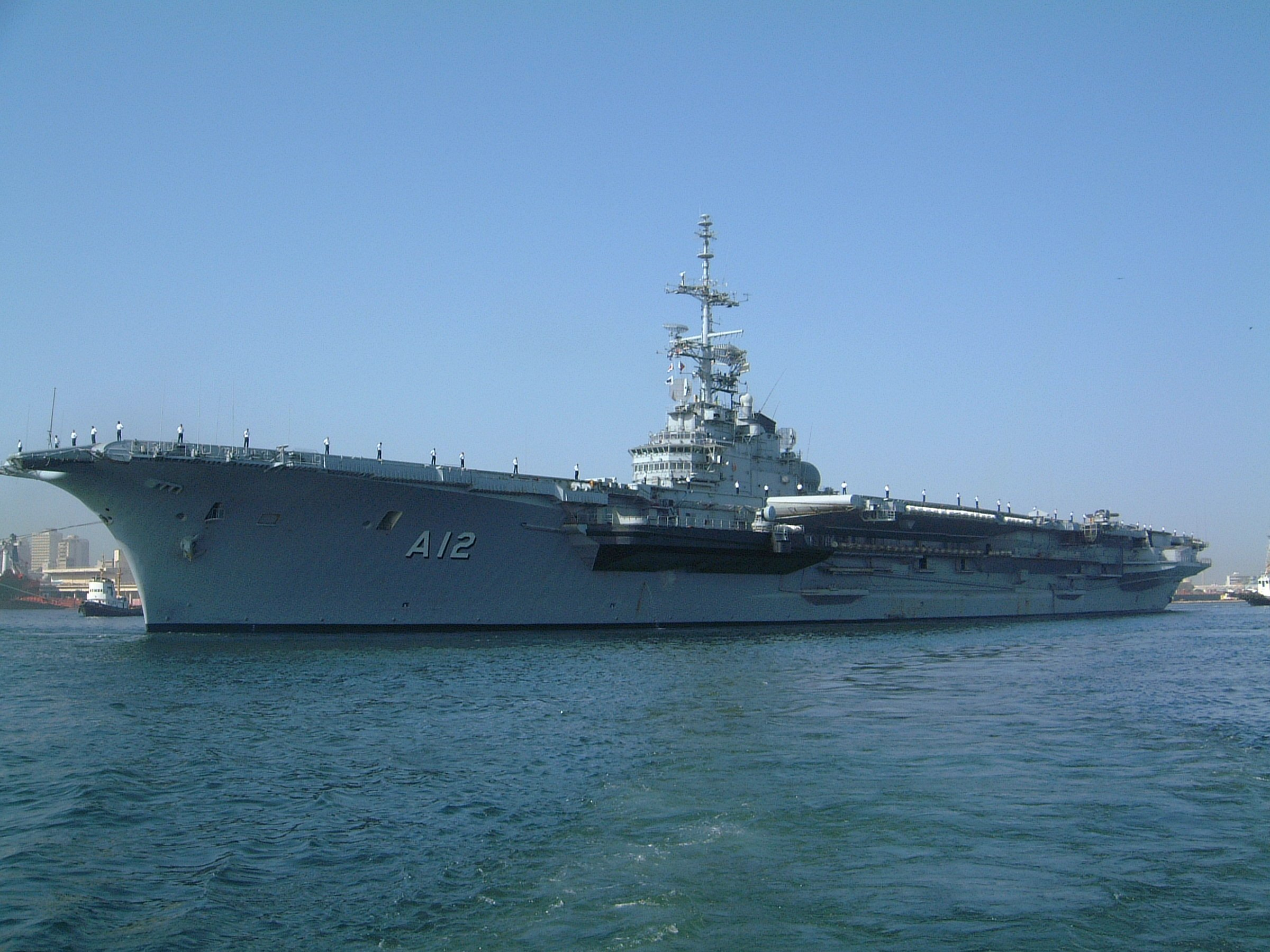
航空母艦聖保羅號，（已於2017年除役）
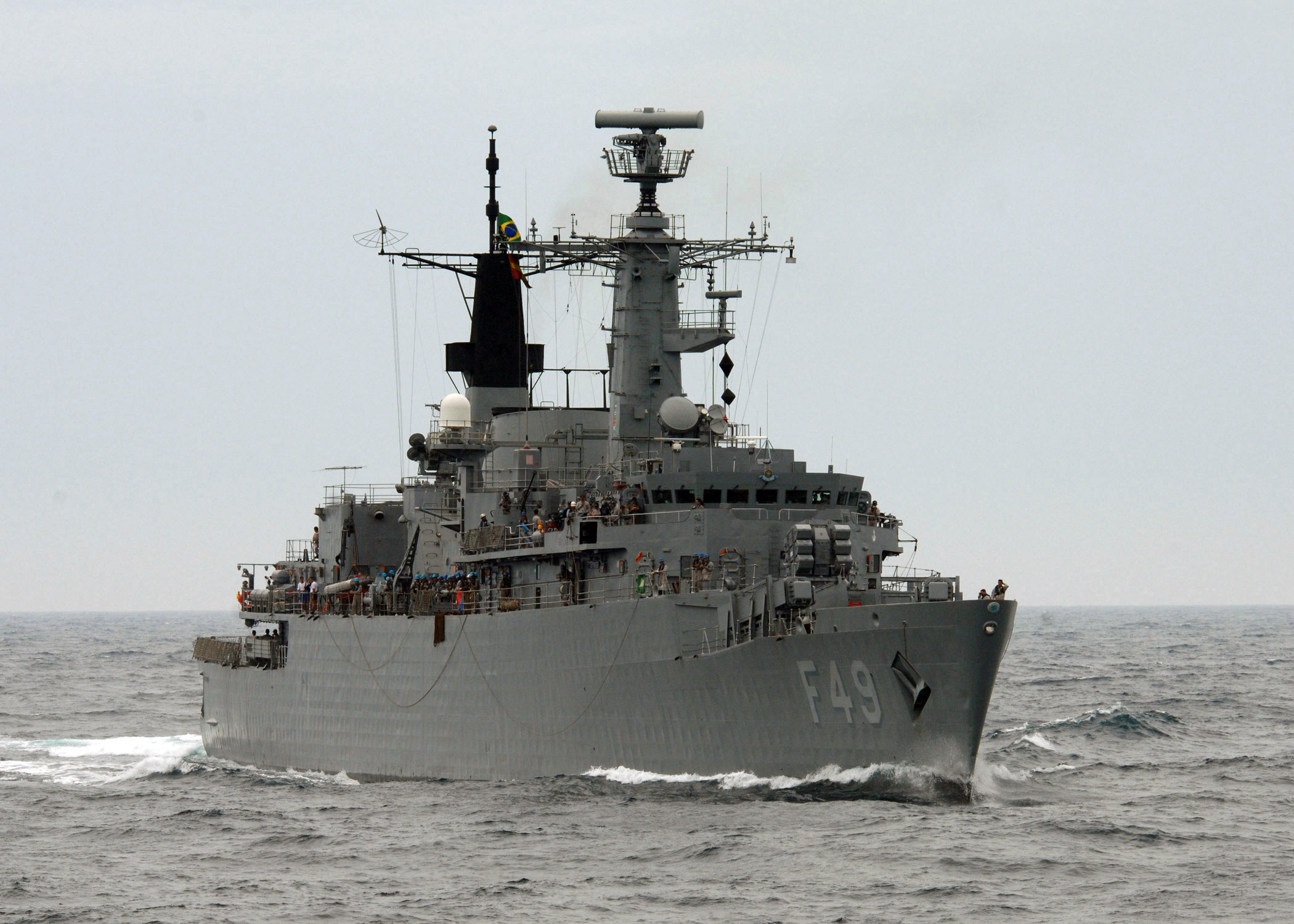
拉德梅克號驅逐艦
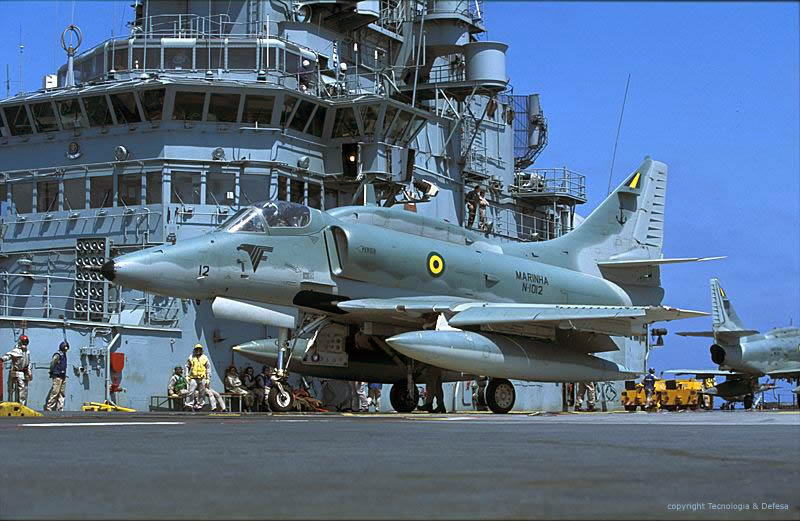
一架屬於巴西海軍航空兵的A-4天鷹式攻擊機
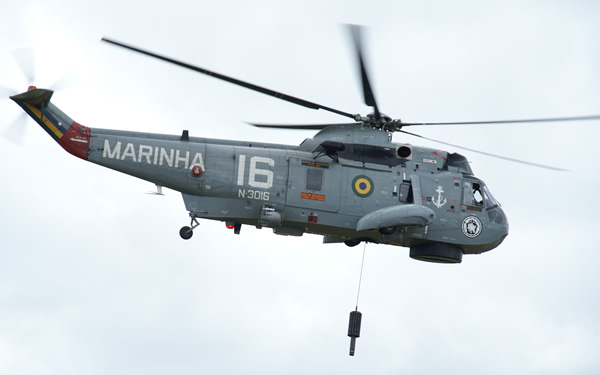
一架屬於巴西海軍航空兵的SH-3海王直昇機

### 西班牙
西班牙海軍擁有可當航空母艦使用的兩棲攻擊艦胡安·卡洛斯一世號、5艘配備神盾戰鬥系統的阿爾瓦羅·巴贊級巡防艦。西班牙海軍实力居世界海军前十，有一定在远洋執行任務的能力。

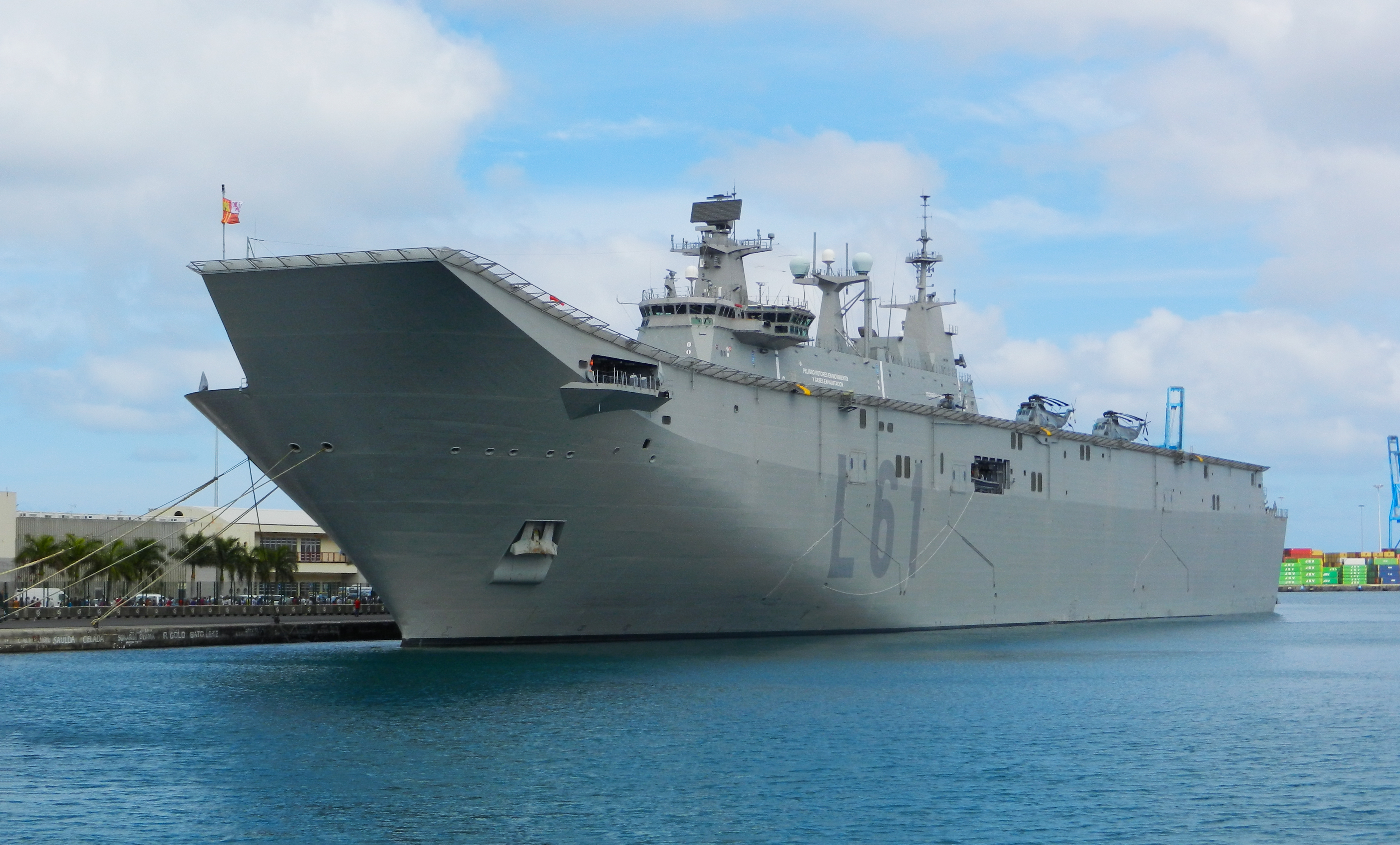
兩棲攻擊艦胡安·卡洛斯一世號
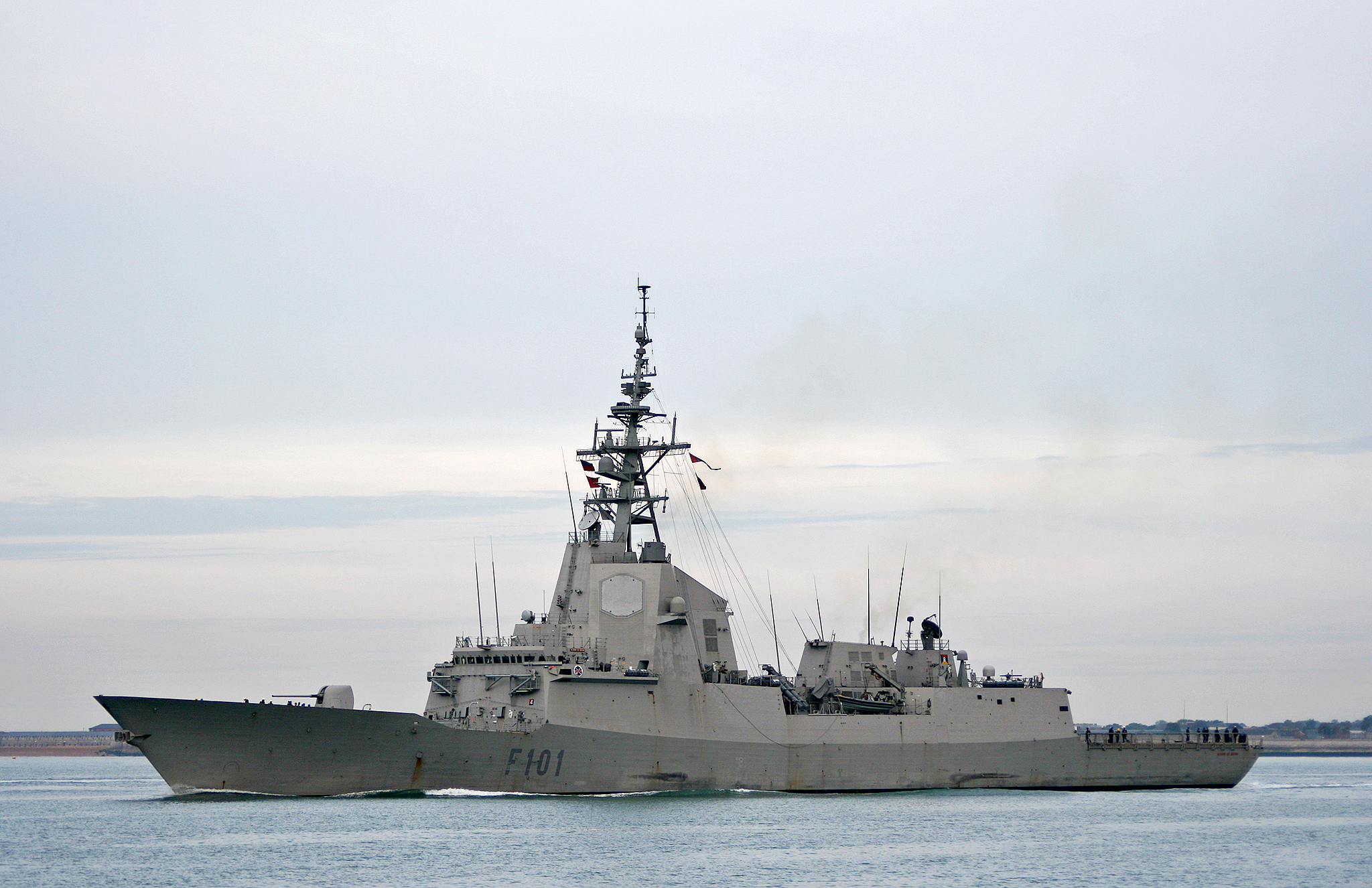
配備神盾系統的阿爾瓦羅·巴贊級阿爾瓦羅·德·巴贊號
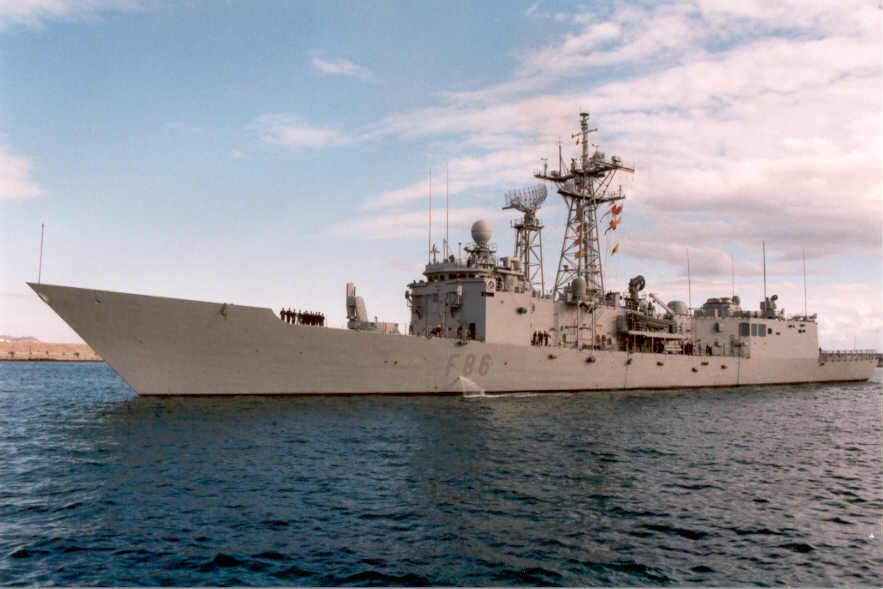
美國政府授權西班牙仿製派里級的聖塔馬利亞級加那利號巡防艦
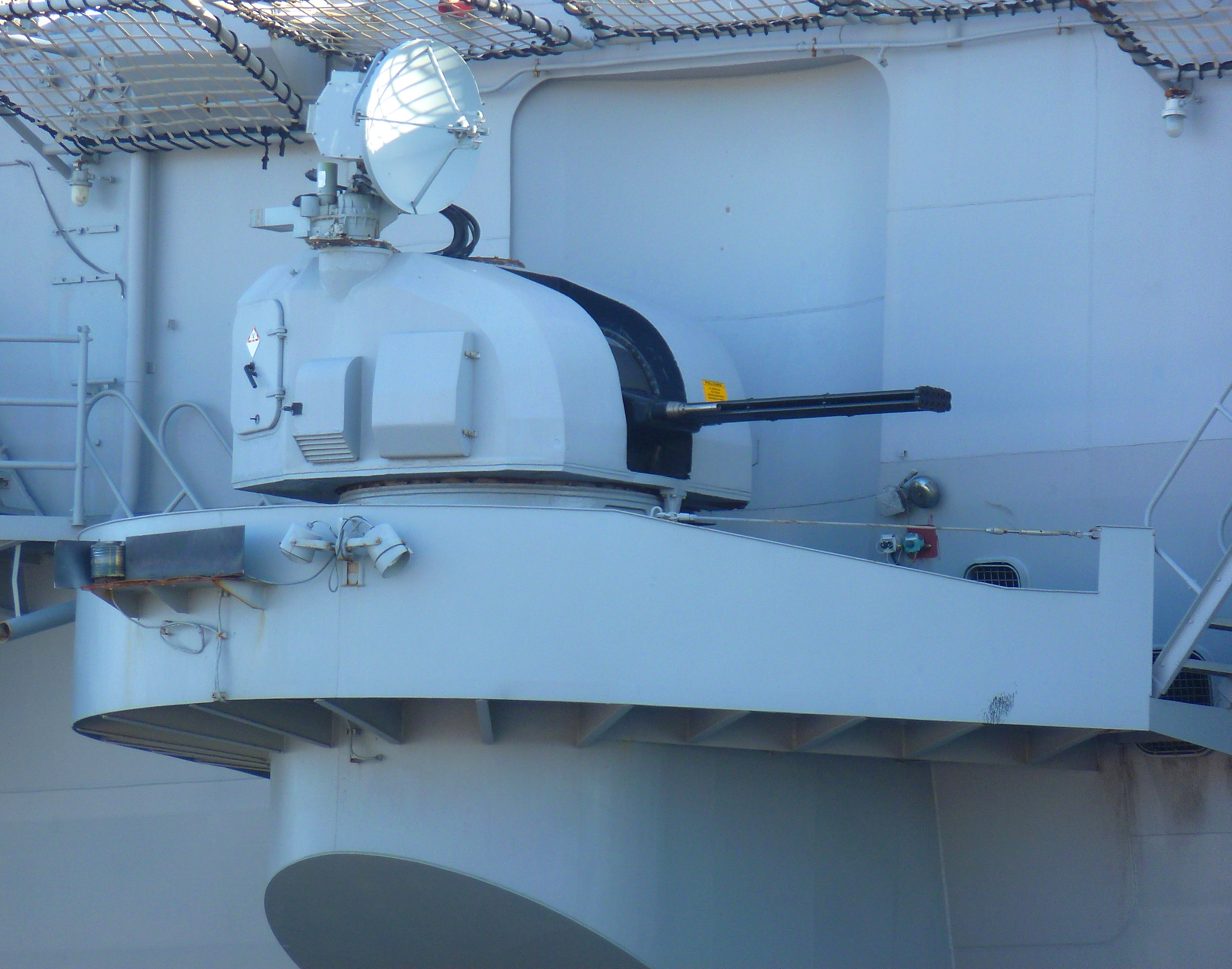
安裝在阿斯圖里亞斯親王號上的梅洛卡近迫武器系統

### 日本
日本海上自衛隊擁有2艘新建的的出雲級直升機護衛艦（改裝後可搭載F-35戰鬥機）、2艘日向級護衛艦（直升機航母）、3艘大隅級運輸艦（兩棲登陸艦），另有數十艘護衛艦包含搭載神盾戰鬥系統的金剛級護衛艦與愛宕級護衛艦，還有十多艘攻擊潛艇包含採用絕氣推進系統的蒼龍級潛艇。為配合美國「重返亞太」的戰略，以及阻止中國的實力擴張及北韓導彈的威脅，加上作為美國的盟友，美國經常賣出先進海軍軍備給日本。近年海上自衛隊積極參與遠洋作戰的聯合國維和行動。但是根據日本憲法第九條，日本不能擁有具侵略性的艦艇，包括航空母艦、驅逐艦與核動力潛艇，因此日本無法合法地升格成藍水力量而只能徘徊在兩者之間。

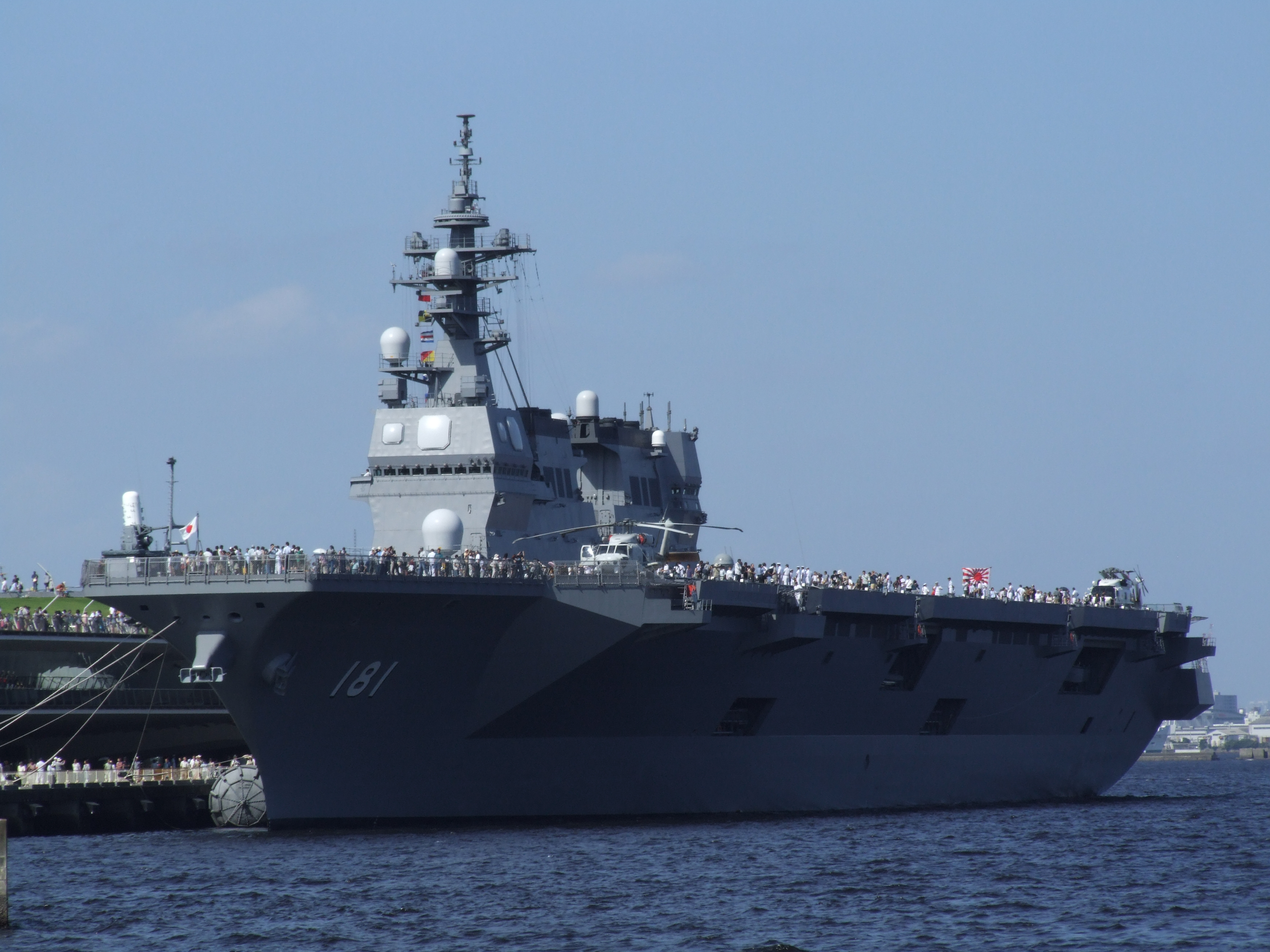
可以當作直升機航母的日向級日向號
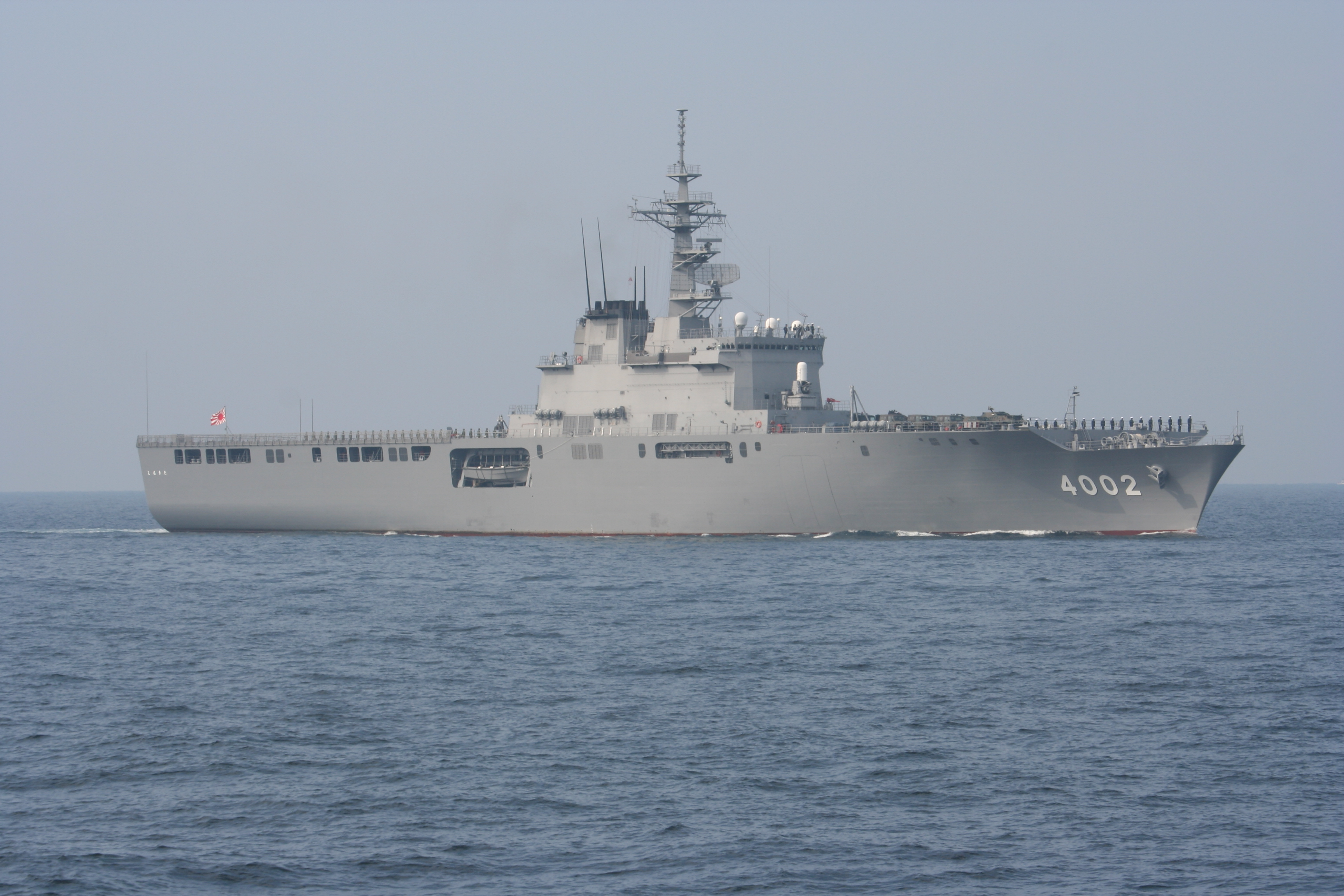
大隅級的下北號運輸艦
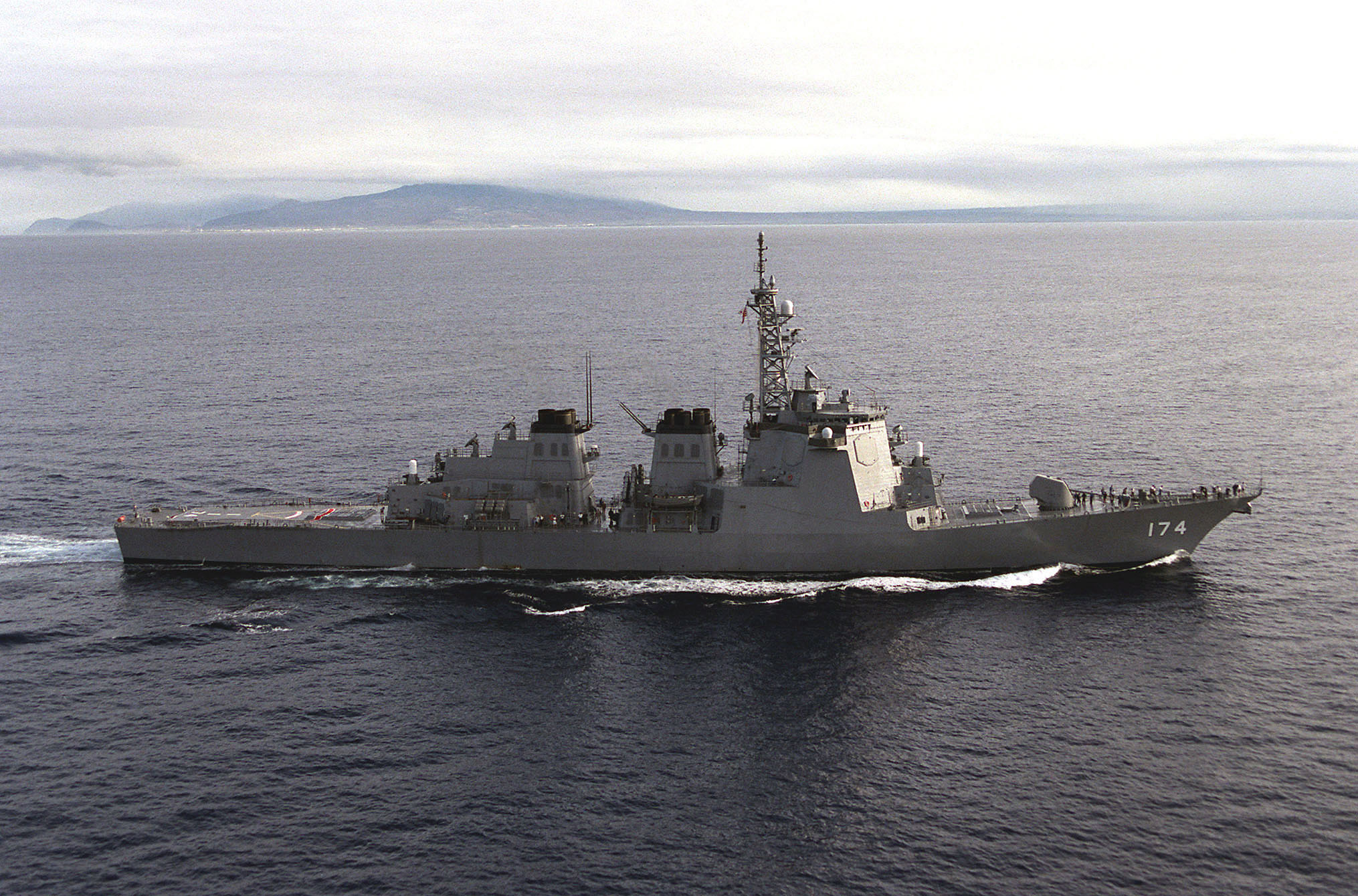
配備神盾系統的金剛級霧島號
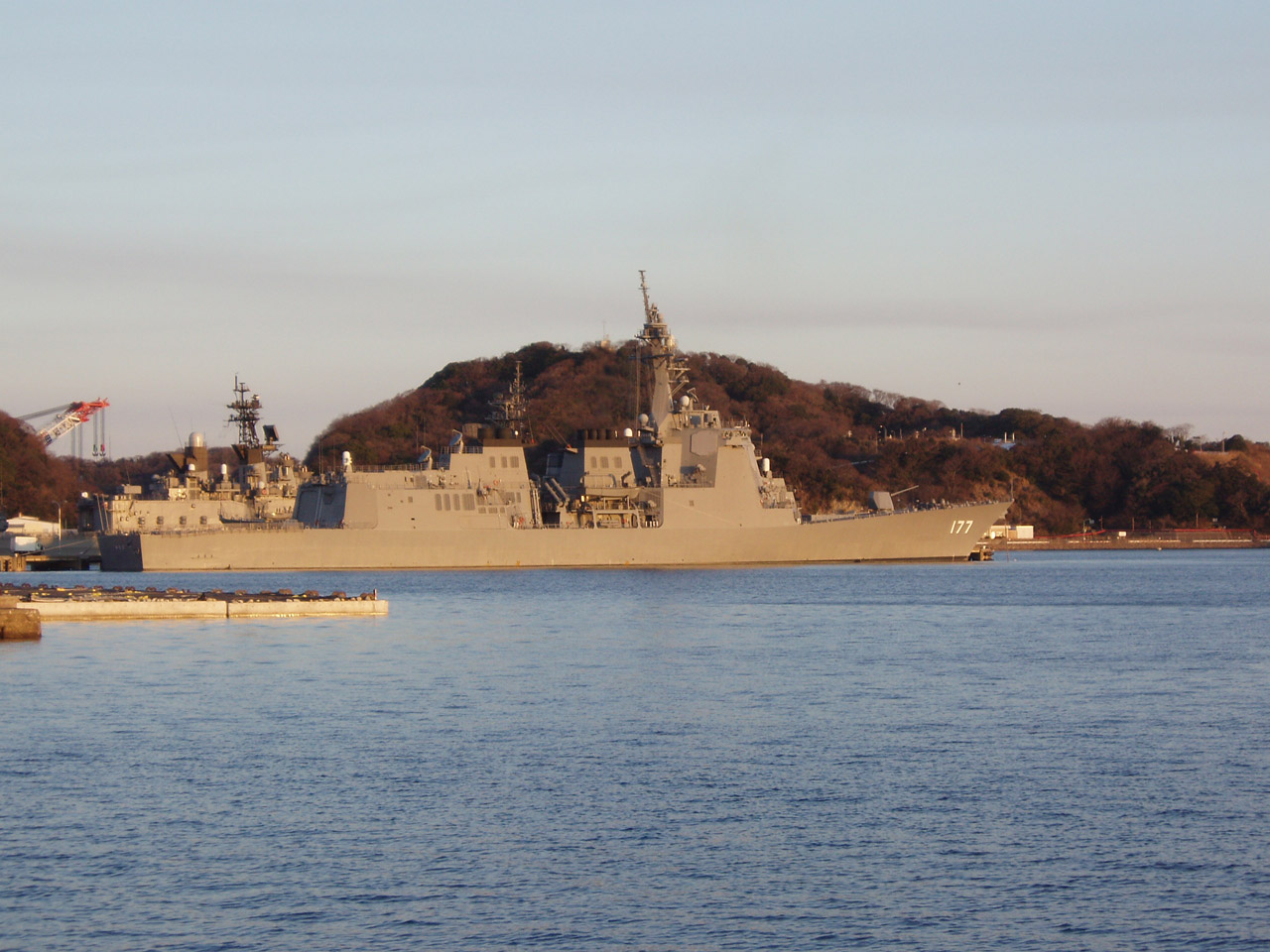
配備神盾系統的愛宕級愛宕號
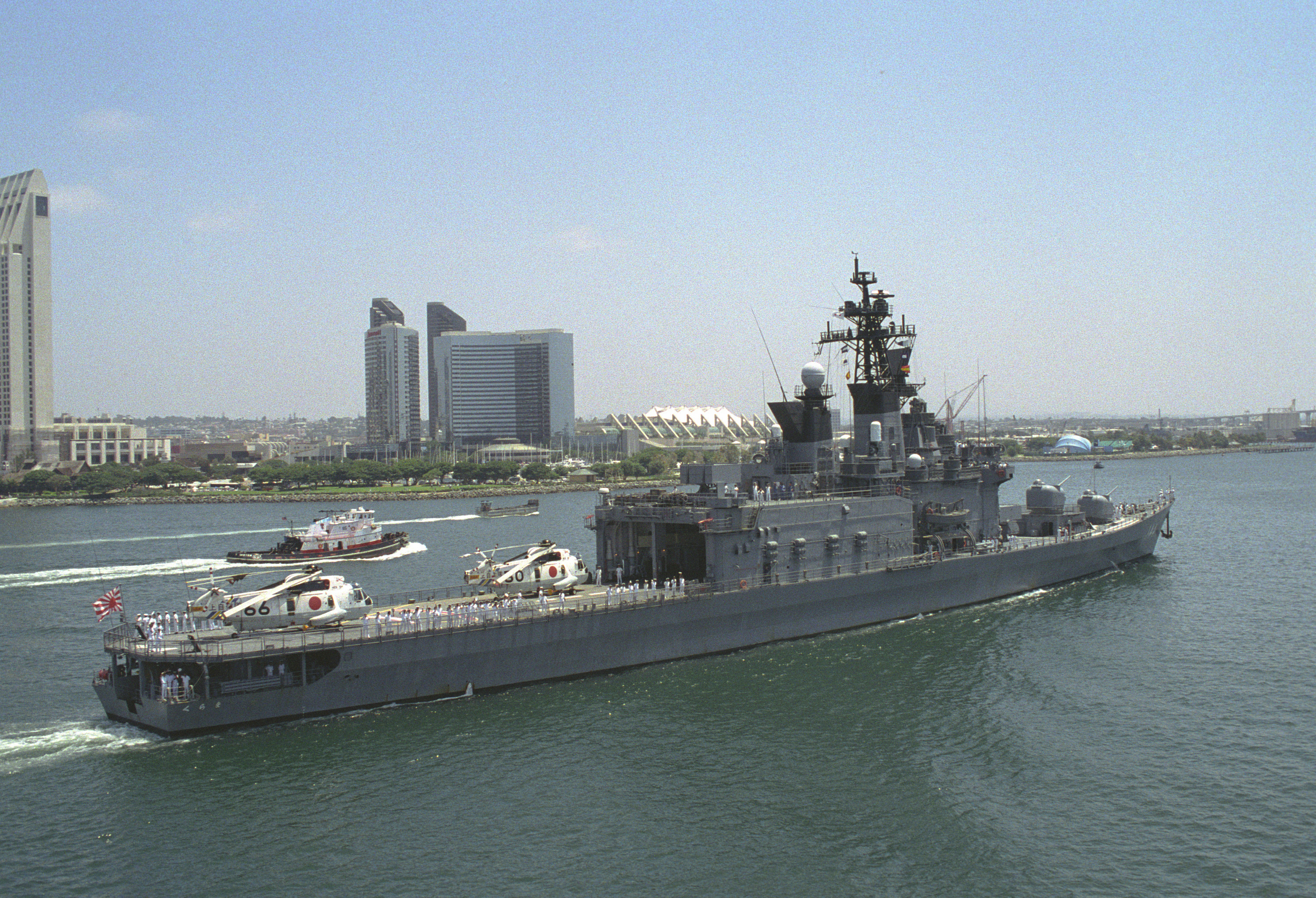
可以運載3架直升機的白根級鞍馬號
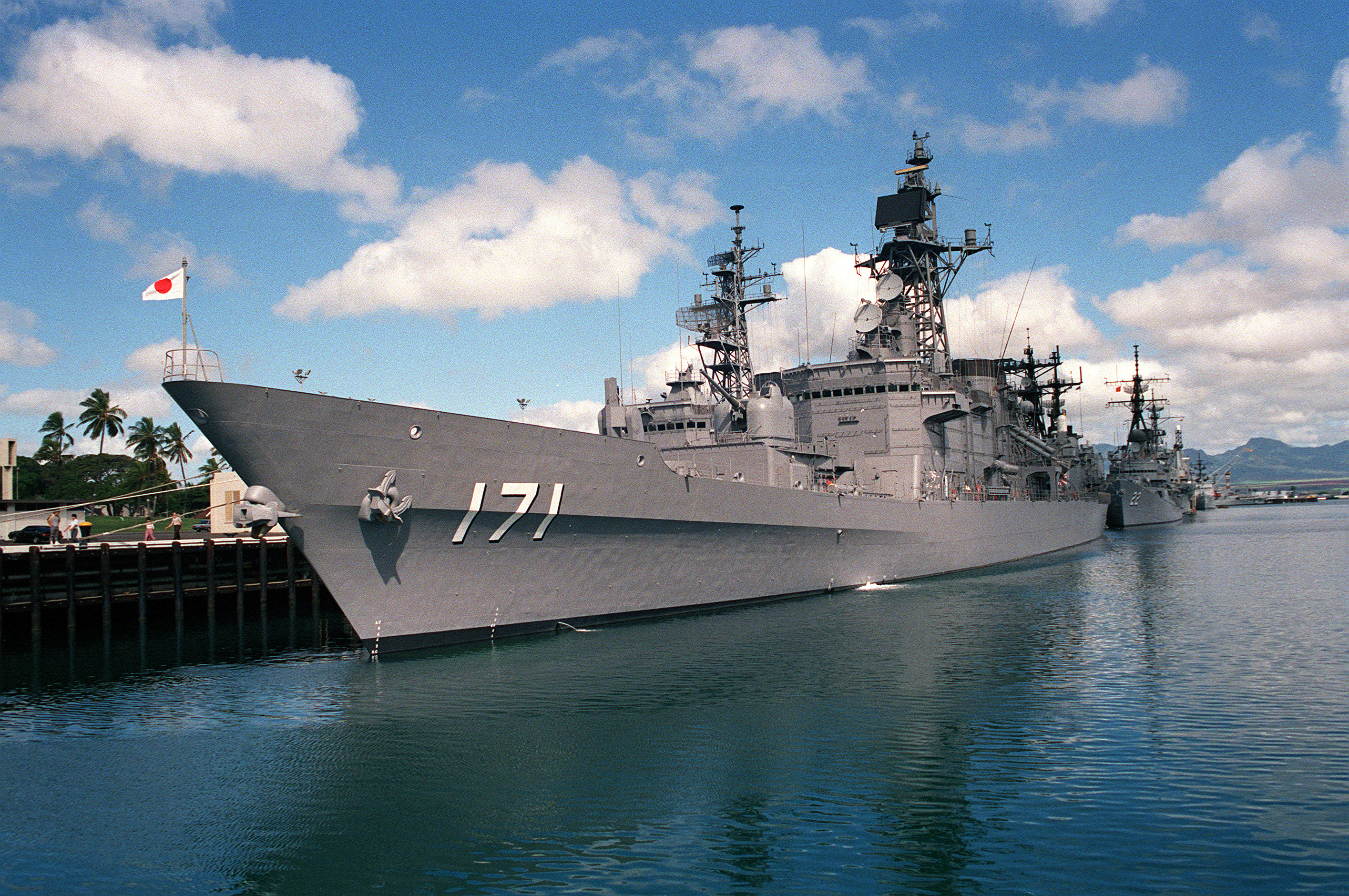
旗風級護衛艦的旗風號
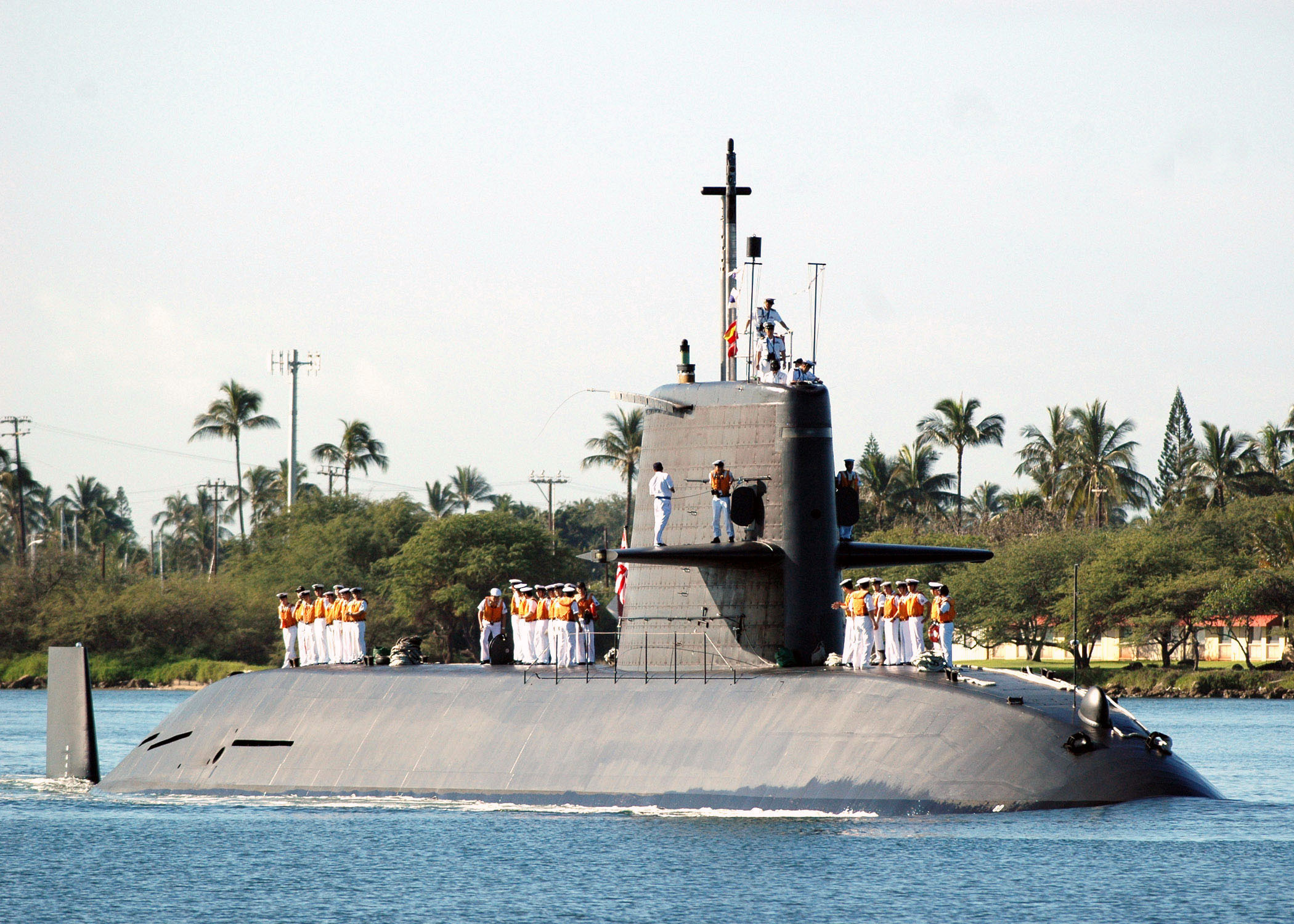
親潮級潛艇的親潮號
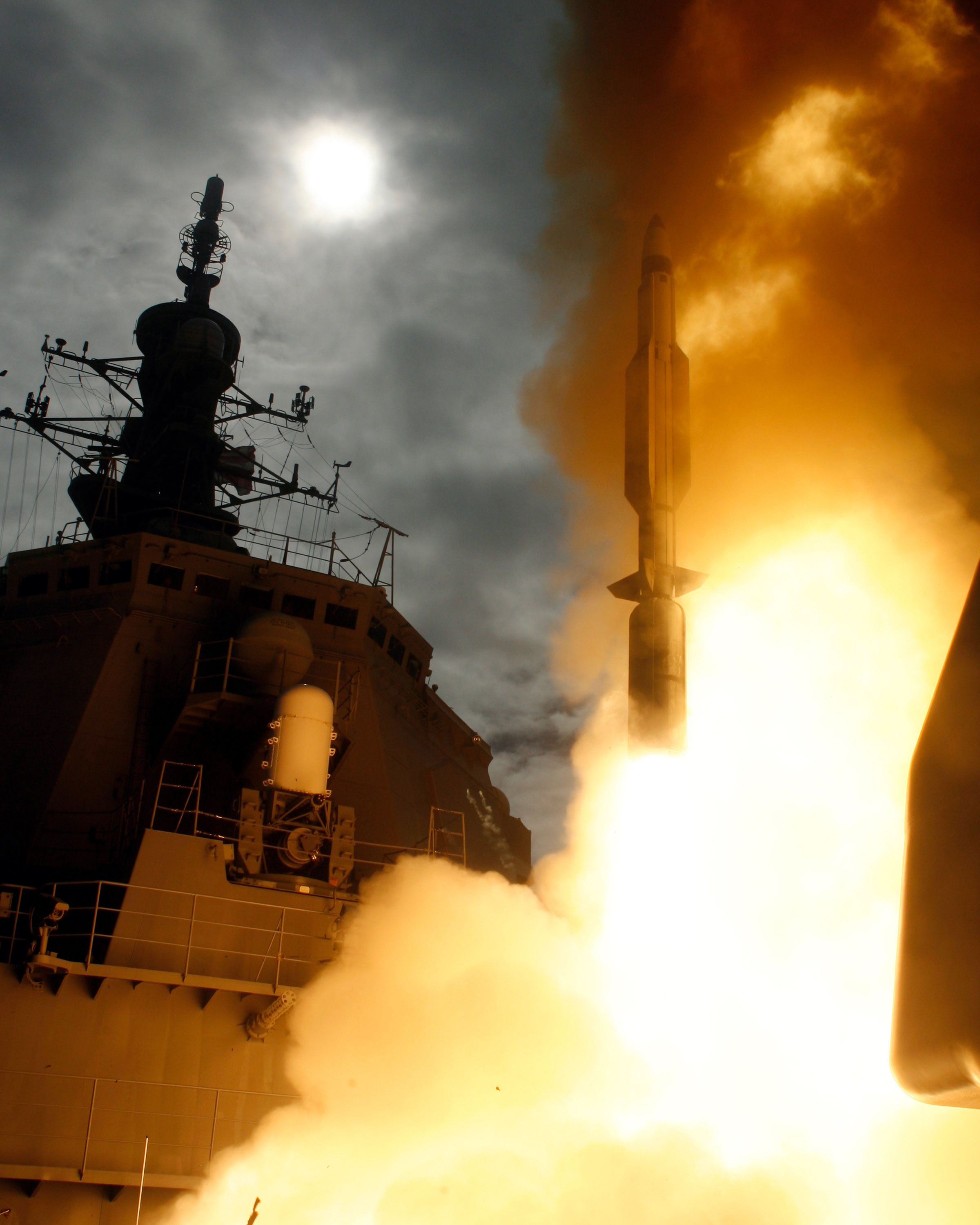
正發射一枚標準三型導彈的金剛號

### 大韓民國
大韓民國海軍擁有兩艘兩棲攻擊艦－獨島號、馬羅島號（獨島級二號艦）3艘配備神盾戰鬥系統的世宗大王級驅逐艦（韓國政府已經加購三艘第二批次，未來韓國海軍將擁有六艘神盾驅逐艦），此艦比起日本的愛宕級神盾艦更強。另外，韓國海軍也經常參與聯合國維和行動。韓國政府亦即將編列預算，正式展開CVX級航空母艦和核潛艇的設計與建造計畫。

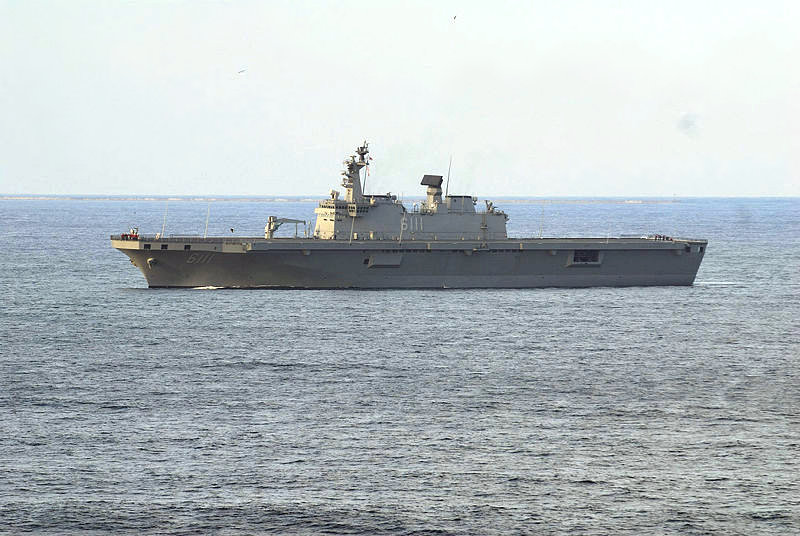
兩棲攻擊艦獨島號
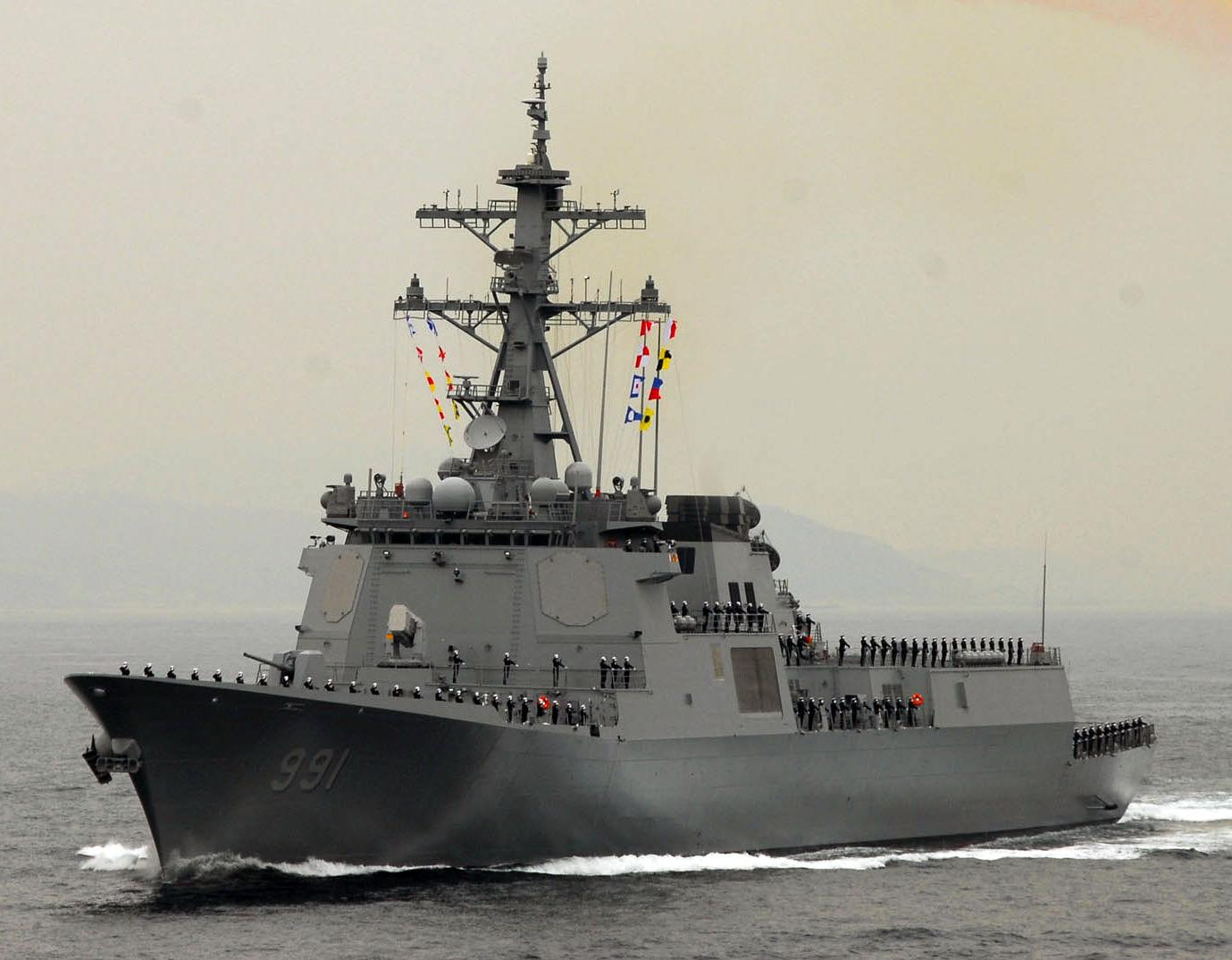
配備神盾系統的世宗大王級世宗大王號
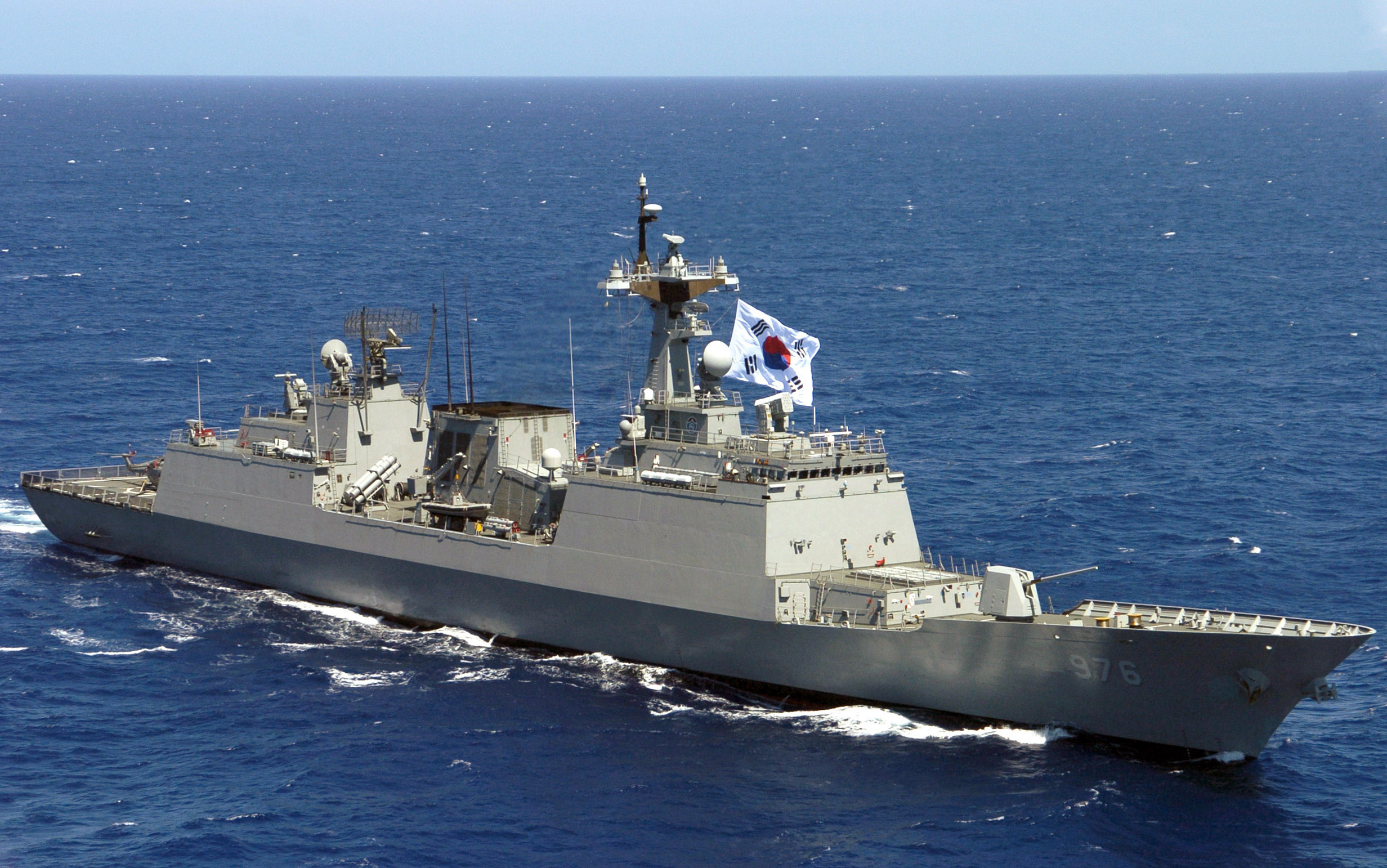
忠武公李舜臣級的文武大王號
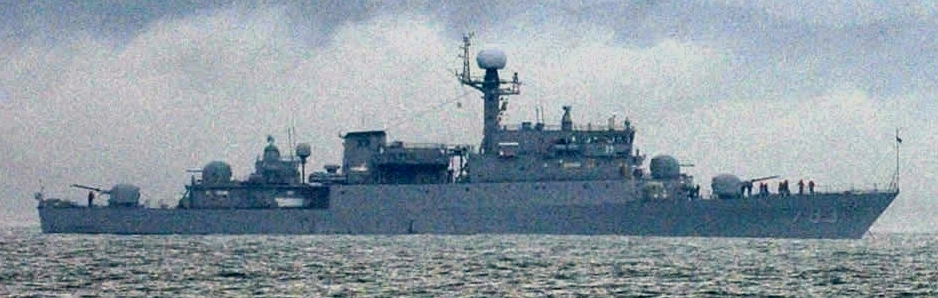
浦項級新星號護衛艦

## 外部連結
- Description of the Falklands War （页面存档备份，存于）